# Box 3
In de Nederlandse Wet inkomstenbelasting 2001 is belastbaar inkomen uit sparen en beleggen een categorie inkomsten. Deze vormt box 3 in het boxenstelsel van de wet. Anno 2025 gaat het tijdelijk om de inkomsten op basis van fictieve rendementen op werkelijke vermogensbestanddelen, met een tegenbewijsregeling voor als het 'werkelijke rendement' (tussen aanhalingstekens, want kosten zijn niet aftrekbaar) lager is.
Waar gesproken wordt over rendementen en waardeontwikkelingen worden die in euro's bedoeld, dus niet gecorrigeerd voor inflatie.

## Uitsluiting van vermogen in box 1 en 2
Het gaat in box 3 om vermogen dat geen bron is van inkomen in box 1:
- ondernemingsvermogen
- de eigen woning (geldt als bron van inkomen, namelijk eigenwoningforfait, in box 1, los van de vraag of met de woning samenhangende rente aftrekbaar is en los van de eventuele aftrek wegens geen of geringe eigenwoningschuld die het eigenwoningforfait deels compenseert / tenietdoet)
- vermogen dat onder de terbeschikkingstellingsregeling valt
- bedrijfsopties
- recht op een AOW-uitkering of een pensioen
- de fiscale oudedagsreserve
- een lijfrente waarvoor de betaalde bedragen als uitgaven voor inkomensvoorzieningen konden worden afgetrokken

of box 2:
- aandelen die tot een aanmerkelijk belang behoren

## Indeling van vermogen in werkelijke vermogensbestanddelen
De rendementsgrondslag is de waarde van de banktegoeden, plus die van overige bezittingen, verminderd met het bedrag van het aftrekbare deel van de schulden. Voor elk van deze vermogenscategorieën is er een forfaitair rendementspercentage, dat voor de banktegoeden en de schulden verschillend is in de oude en de nieuwe regeling.
In 2024 worden volgens de wet de subcategorieën van vermogen als volgt ingedeeld in drie hoofdcategorieën:
- vermogenscategorie banktegoeden (in de aangifte genoemd 'Bank- en spaarrekeningen'); omvat ook die in vreemde valuta; het betreft betaalrekeningen, spaarrekeningen, spaardeposito's en de spaardelen van beleggingsrekeningen (deposito’s als bedoeld in artikel 1:1 Wft en daarmee naar aard en strekking overeenkomende buitenlandse deposito’s), met uitzondering van vrijgestelde banktegoeden die vallen onder het begrip groene beleggingen
- vermogenscategorie 'overige bezittingen'
  - beleggingen zoals aandelen, obligaties, opties, winstbewijzen (rechten op een aandeel in de winst van een bedrijf, los van aandelenbezit), met uitzondering van vrijgestelde beleggingen die vallen onder het begrip groene beleggingen
  - onroerende zaken (in de aangifte genoemd 'Woningen en andere onroerende zaken'), met uitzondering van het hoofdverblijf van de belastingplichtige
  - niet-vrijgestelde deel van kapitaalverzekeringen[2]
  - rechten op periodieke uitkeringen
  - nettolijfrente en nettopensioen die niet zijn vrijgesteld
  - overige bezittingen (deze aangiftecategorie moet niet verward worden met de omvangrijker vermogenscategorie met dezelfde naam), onder meer:
    - roerende zaken die de belastingplichtige verhuurt of als belegging heeft
    - cryptogeld

  - Vorderingen; deze laatste omvatten tegoeden bij niet-banken (personen en andere instellingen dan banken), bijvoorbeeld uitgeleend geld, geld dat men tegoed heeft van een instelling of bedrijf, een vaststaande erfenis van een overleden persoon die men nog niet ontvangen heeft, of een door een ander verstrekte schenking op papier;[3][4] een daadwerkelijk of latent recht op teruggave van een belasting waarop de AWR van toepassing is, is niet belast

- vermogenscategorie schulden (in de aangifte genoemd 'Hypotheken en andere schulden'), alleen het deel boven de drempel

Contant geld (alleen het deel boven de vrijstelling) wordt bij het rechtsherstel (nieuwe berekening) ingedeeld in de vermogenscategorie 'overige bezittingen', maar in de Overbruggingswet box 3 in de vermogenscategorie banktegoeden, ook als het in buitenlandse valuta wordt aangehouden, zodat een koersresultaat kan worden behaald. Voor het totale bedrag van contant geld, elektronisch geld in de vorm van een chipkaart, en vermogensrechten die zijn bestemd voor het doen van consumentenaankopen zoals cadeaubonnen, is er een vrijstelling (2021: € 552; 2022: € 560; 2023: € 596). Bij het bepalen van werkelijk rendement speelt contant geld in euro’s uiteraard geen rol.
Als zodanig erkende "groene beleggingen" zijn tot een bepaald bedrag (2022: € 61.215; 2023: € 65.072; 2024: € 71.251; 2025: € 26.312; 2026: nog onbekend; 2027: regeling afgeschaft) vrijgesteld (daarnaast is er een speciale heffingskorting voor vrijgestelde "groene beleggingen" (2024: 0,7%; 2025: 0,1%; 2026: nog onbekend; 2027: regeling afgeschaft). Sinds belastingjaar 2023 worden "groene bezittingen" (nog steeds "groene beleggingen" genoemd) ingedeeld in groene banktegoeden en groene overige bezittingen. Voor wie groene bezittingen heeft met een grotere waarde dan is vrijgesteld, geldt de vrijstelling zoveel mogelijk voor de groene overige bezittingen, en alleen voor het eventuele resterende vrijstellingsbedrag voor de groene banktegoeden (dit is naar verwachting gunstig voor de belastingplichtige). Als het bedrag van de groene overige bezittingen kleiner is dan de vrijstelling, maar het totale bedrag van groene bezittingen groter, dan wordt een correct resultaat verkregen door de groene banktegoeden voor zover ze samen met de groene overige bezittingen binnen de vrijstelling vallen, als "groene belegging" op te geven, en voor de rest als banktegoed.
Vrijgesteld is de waarde van overlijdensrisicoverzekeringen met een waarde van minder dan een bepaald bedrag (2021: € 7348, 2022: € 7444, 2023: € 7913). Deze zijn vaak bedoeld als uitvaartverzekering, eventueel in natura. In totaal mag de waarde niet meer zijn dan het genoemde bedrag. Als de waarde wel meer is wordt niets vrijgesteld, maar overlijdensrisicoverzekeringen met een waarde van het genoemde bedrag of meer vallen hier helemaal buiten. Roerende zaken (zoals auto's en vaartuigen) voor eigen gebruik en kunstvoorwerpen worden in het algemeen niet tot het vermogen gerekend. Voor het tegoed op de levensloopregeling geldt een algehele vrijstelling tijdens de gehele looptijd.
Bij het rechtsherstel viel het aandeel van een appartementseigenaar in het vermogen van de VvE, indien belast in box 3, onder 'overige bezittingen', maar met terugwerkende kracht tot 1 januari 2023 valt dit. en ook een tegoed op een derdenrekening bij bijvoorbeeld een notaris, onder spaartegoeden. Bij een aandeel in een onverdeelde boedel geldt fiscale transparantie: een aandeel van 25% in een banktegoed van € 8000 wordt belast als een banktegoed van € 2000, enz.
De categorie schulden in de aangifte omvat bijvoorbeeld ook hypotheekschulden waarvan de rente niet aftrekbaar is in box 1, een aan een ander verstrekte schenking op papier, een betaalrekening met een negatief saldo en een nog niet verrekende betaling met een credit card. Belastingschulden (behalve voor erfbelasting) tellen niet mee en de waarde van de overige schulden komt alleen in aanmerking voor zover deze in totaal meer bedraagt dan de doelmatigheidsdrempel voor kleine schulden (2021 en 2022: € 3200; 2023: € 3400; 2024: € 3700; 2025: € 3800). Wie wil voorkomen dat er op de peildatum een niet aftrekbare latente inkomstenbelastingschuld is, kan zo nodig tijdig een (eerste of gewijzigde) voorlopige aanslag aanvragen over het lopende jaar (omzetting van een materiële belastingschuld in een formele belastingschuld, die vervolgens betaald kan worden).
Vanaf het overlijden van een erflater gelden als bezittingen van de erfgenaam het betreffende aandeel in de nalatenschap, ook al is die nog niet verdeeld, en als bezittingen van de legataris de waarde van het legaat (als het nog niet is ontvangen is het een vordering). Nog niet betaalde erfbelasting is zoals gezegd aftrekbaar.
De verplichting van ouders om hun kinderen te onderhouden geldt voor de ouders niet als schuld en voor de kinderen niet als bezitting.

### Peildatum voor de berekening op basis van fictieve rendementen op werkelijke vermogensbestanddelen
De peildatum is behoudens de regeling tegen peildatumarbitrage (zie onder) 1 januari van het betreffende belastingjaar. Bij de gebruikelijke aangifte een jaar later moet dus niet het vermogen op de meest recente 1 januari worden opgegeven, maar het vermogen op 1 januari een jaar eerder. Hierdoor zal het minder vaak voorkomen dat de gegevens nog niet binnen of nog niet vergaard zijn, en dat men uitstel moet aanvragen. Recentere gegevens (nl. over de loop van het belastingjaar) die wel opgegeven moeten worden zijn de bedragen van de ingehouden dividendbelasting, omdat deze vaak voorheffingen zijn die op de te betalen belasting in mindering worden gebracht.
Voor zover bekend is bijvoorbeeld "het saldo op 31-12-2022" op het jaaroverzicht van 2022 altijd gelijk aan "het saldo op 01-01-2023" op het overzicht van 2023, en is dit (na afronding naar beneden op hele euro's als dat nog niet gebeurd is) tevens het bedrag op de vooringevulde aangifte voor 2023. Dit zou dus het in te vullen bedrag moeten zijn. Een mogelijke verklaring zou kunnen zijn dat met "het saldo op 31-12-2022" dat om 24.00 uur wordt bedoeld, en met "het saldo op 01-01-2023" dat om 00.00 uur, dus hetzelfde tijdstip. Sommige banken vermelden op het jaaroverzicht van 2023 "het saldo op 31-12-2022" en "het saldo op 31-12-2023", waarmee kennelijk consequent de saldi om 24.00 uur worden bedoeld.
Overigens spreekt de wet van 'het begin van het kalenderjaar (peildatum)'. Strikt genomen zou het om een peilmoment moeten gaan. Het begin van het kalenderjaar is inderdaad een moment: 1 januari, 0.00 uur. Op een dagafschrift van 1 januari gaat het dus om het vorige saldo, en op een dagafschrift van 31 december om het nieuwe saldo (dit is hetzelfde bedrag). Overigens stelt de Belastingdienst 'De peildatum is de datum waarop de waarde van uw vermogen (uw bezittingen min uw schulden) vastgesteld moet worden. Als peildatum geldt 1 januari van het jaar waarover u aangifte doet.' Dit lijkt te betekenen dat het laagste vermogen op deze dag mag worden aangegeven. Lastig is dan wel dat transactieoverzichten vaak alleen de datum en niet de tijd vermelden.
Bij aangroei van een banktegoed door rente is het jaar waarin de valutadatum valt bepalend. Als deze bijvoorbeeld in 2023 is, telt dit bedrag nog niet mee voor het belastingjaar 2023.
Een betaling bij een betaalautomaat op 31 december (ten laste van een betaalrekening zonder rentevergoeding, waar dus geen valutadatum aan de orde is) kan resulteren in een boekingsdatum van 1 januari, met vermelding van de datum en tijd van betaling. Sommige banken (in ieder geval ING) rekenen dit dan voor het jaaroverzicht en de vooringevulde aangifte als betaling op de daadwerkelijke betaaldatum 31 december, waardoor de latere boeking voor de belastingplichtige in box 3 niet nadelig is.

## Fictief rendement
Per categorie is het fictieve rendement het rendementspercentage toegepast op de waarde. Het totale fictieve rendement is dat van de banktegoeden, plus dat van de overige bezittingen, min het fictieve 'rendement' van de schulden.

## Heffingvrij vermogen
Er is een heffingvrij vermogen, soms heffingsvrij vermogen genoemd (2021: € 50.000; 2022: € 50.650; 2023: € 57.000; de wet Belastingplan 2024 laat de indexatie in 2024 vervallen, waardoor het heffingvrije vermogen in 2024 € 57.000 blijft; 2025: € 57.684; 2026: (indicatief) € 51.396). De grondslag sparen en beleggen (in de voorlopige aanslag 2023 'aangeverdeel grondslag sparen en beleggen' genoemd) is volgens de wet de rendementsgrondslag voor zover die meer bedraagt dan het heffingvrije vermogen. Tot aan het heffingvrije vermogen is volgens de wet het belaste inkomen in box 3 daardoor nul. Bij rechtsherstel geldt het laagste van de inkomens volgens de oude en de nieuwe regeling. Dit is dus tot aan het heffingvrije vermogen sowieso nul, de berekening volgens het arrest is dan niet van belang. Bij een hoger vermogen moeten beide berekeningen worden gemaakt om het laagste te bepalen. Bij de berekening volgens het arrest is er geen heffingvrij vermogen.

### Berekening van het fictieve rendement
Het totale fictieve rendement wordt gereduceerd door vermenigvuldiging met de grondslag sparen en beleggen, gedeeld door de rendementsgrondslag. Het resultaat is het voordeel uit sparen en beleggen, iets korter ook voordeel sparen en beleggen genoemd. Een negatieve uitkomst wordt op nul gesteld.
Deze berekening wordt in het gedeelte Overzicht belasting en premies (methode B) van de nieuwe versie van het aangifteprogramma voor het belastingjaar 2021 opgesplitst in de volgende stappen. De grondslag rendementsberekening is het fictieve rendement van de bezittingen, verminderd met het fictieve "rendement" van de schulden; een negatieve uitkomst wordt op nul gesteld. Het rendementspercentage is de grondslag rendementsberekening gedeeld door de rendementsgrondslag (als er geen schulden zijn is dit het gewogen gemiddelde van de rendementspercentages van de twee hoofdcategorieën van vermogen); €0/€0 wordt gesteld op nul. Het rendementspercentage wordt naar beneden afgerond op een geheel aantal basispunten. Het resultaat wordt toegepast op de grondslag sparen en beleggen. In het aangifteprogramma Verzoek of wijziging Voorlopige aanslag 2023 wordt als tussenstap niet het rendementspercentage, maar "Uw aandeel" berekend, dit is het percentage van het vermogen dat niet heffingvrij is (in de voorlopige aanslag 2023 wordt het verhouding aangeverdeel versus rendementsgrondslag genoemd). Dit geeft een percentage met twee cijfers achter de komma dat toegepast wordt op het bedrag van het totale fictieve rendement. Het afrondingsvoordeel is hierbij gemiddeld kleiner dan bij de andere methode.
Dit systeem wordt aangeduid als het naar rato toerekenen van het heffingvrije vermogen aan hoofdcategorieën van vermogen. Als er schulden zijn dan is er echter niet een factor 1 die wordt verdeeld over kleinere positieve fracties, maar bijvoorbeeld over een factor 100 en een factor −99. Als er bijvoorbeeld (in 2021) geen banktegoeden zijn, maar wel € 10.000.000 aan overige bezittingen, en € 9.900.000 aan schulden (boven de drempel van € 3200), dan komt het genoemde systeem er op neer dat het heffingvrije vermogen van € 50.000 'verdeeld' wordt over een vrijstelling van € 5.000.000 voor de overige bezittingen, en een bedrag van € 4.950.000 dat van de schulden wordt afgetrokken (het heffingvrije vermogen en de grondslag sparen en beleggen zijn in dit geval elk de helft van de rendementsgrondslag, daardoor wordt per saldo slechts de helft van de bezittingen en schulden in aanmerking genomen).
Ook in dit nieuwe systeem geldt dat als de grondslag sparen en beleggen nul is, het voordeel sparen en beleggen nul is. Bij de nieuwe regeling wordt het voordeel sparen en beleggen bij grote bedragen aan overige bezittingen en schuld zoals in het voorbeeld, wel snel groot als de grondslag sparen en beleggen positief wordt. In het voorbeeld is de grondslag rendementsberekening (met in 2021 rendementen van 5,69% en 2,46%) € 325.460 en de rendementsgrondslag € 100.000, dus de rendementsfactor is 325,46%; toegepast op de grondslag sparen en beleggen (€ 50.000) geeft dit een voordeel sparen en beleggen van € 162.730, ook te berekenen als 5,69% van € 5.000.000 min 2,46% van € 4.950.000, is € 284,500 − € 121.770 = € 162.730 (het heffingvrije inkomen is ook € 162.730). Vergeleken met de situatie met dezelfde overige bezittingen, maar een schuld die €50.000 hoger is, waardoor het vermogen € 50.000 lager is en daardoor geen belasting verschuldigd is (het heffingvrije inkomen is €325.460, het hele inkomen), is de belasting van 31% van € 162.730, is € 50.446, meer dan 100% van het extra vermogen. Vergeleken met een nog wat lagere schuld is nog steeds voordelig dat de onvoordelige marge van 3,23% tussen 5,69% en 2,46% maar voor ongeveer de helft van de met geleend geld betaalde overige bezittingen doorwerkt, dankzij het heffingvrije vermogen, ook al is dat bedrag in dit geval in verhouding tot de grote bedragen aan bezittingen en schuld gering. Als bij grote bedragen aan overige bezittingen en schuld zoals in het voorbeeld de grondslag sparen en beleggen positief wordt door een relatief kleine toename van de overige bezittingen terwijl de schuld gelijk blijft, heeft dit ongeveer hetzelfde effect op de verschuldigde belasting als het besproken geval van een relatief kleine verlaging van de schuld terwijl de waarde van de overige bezittingen gelijk blijft. Meer algemeen geldt bij beleggen met geleend geld dat het hoogste marginale totale fictieve rendement als functie van het vermogen gelijk is aan de marge tussen de rendementspercentages voor overige bezittingen en schuld, gedeeld door het heffingvrije vermogen (in het voorbeeld ongeveer 3% per € 50.000), vermenigvuldigd met de waarde van de overige bezittingen (in het voorbeeld ongeveer € 10.000.000, dit geeft 600%). Het hoogste marginale belastingtarief ten opzichte van het vermogen is ongeveer een derde daarvan (in het voorbeeld 200%). Het treedt op bij toename van het vermogen vanaf het heffingvrije vermogen. Nog een manier om een en ander te beschouwen is, zoals hierboven in twee gevallen is gedaan, het uitdrukken van het vaste heffingvrije vermogen in een variabel heffingvrij inkomen: dit is afhankelijk van de drie vermogensbestanddelen, en kan zeer groot zijn (tot aan het hele rendement, ook als dat groot is; gunstig voor de belastingplichtige), maar ook sterk veranderen bij een verandering van die parameters (ook in ongunstige zin, wat kan overkomen als onredelijk).
De Wet van 16 december 2020 tot wijziging van enkele wetten houdende aanpassing van de belastingheffing over sparen en beleggen in de inkomstenbelasting (Wet aanpassing box 3) heeft het heffingvrije vermogen per 2021 verhoogd tot € 50.000, waarbij de tabelcorrectiefactor geacht wordt al toegepast te zijn. Aangifte van vermogen boven een bepaald lager bedrag (2021: € 31.340; 2022: € 31.747; 2023: € 33.748) blijft echter verplicht, omdat zo inzicht wordt verkregen in dit vermogen voor het geval de betrokkene nu of in de toekomst een beroep doet op een inkomensafhankelijke regeling. In verband hiermee is 'Artikel 9.4a. Beschikking bedrag rendementsgrondslag en beschikking bedrag groen beleggen' aan de Wet IB 2001 toegevoegd, en bevat de definitieve aanslag onder het kopje 'Vastgesteld vermogen voor inkomensafhankelijke regelingen' het bedrag van de rendementsgrondslag indien dit meer bedraagt dan € 31.747 (2022), en van de vrijstelling groene beleggingen.

## Forfaitaire rendementspercentages

### Banktegoeden
Er is een forfaitair rendementspercentage voor banktegoeden (2021: 0,061% oud, in combinatie met schulden 0,03%; 0,01% nieuw; 2022: 0,021% oud, in combinatie met schulden −0,01%). Het oude is het gemiddelde rendement op deposito's van huishoudens met een opzegtermijn van maximaal drie maanden, in de maanden juli (t-2) t/m juni (t-1). Het nieuwe is het gemiddelde van de maandelijkse percentages op jaarbasis in het kalenderjaar van de gemiddelde rente op deposito’s van huishoudens met een opzegtermijn van maximaal 3 maanden, zoals bijgehouden door De Nederlandsche Bank. Het wordt dus pas na afloop van het belastingjaar vastgesteld. Voor de belastingjaren vanaf 2024 wordt voor voorlopige aanslagen voorgesteld uit te gaan van de rentestand in juli van het voorafgaande jaar, voor 2024 dus die van juli 2023.

### Overige bezittingen
Het forfaitaire rendementspercentage voor overige bezittingen (2021: 5,69%; 2022: 5,53%; 2023: 6,17%) is het forfaitaire rendementspercentage voor rendementsklasse II voor het desbetreffende kalenderjaar zoals dat tot en met het belastingjaar 2022 al wettelijk geregeld is (artikel 5.2 Wet IB 2001). Het wordt jaarlijks voor jaar t als volgt berekend (herijkt). Het percentage wordt gesteld op de som van 53% van het langetermijnrendement op onroerende zaken, 33% van het langetermijnrendement op aandelen en 14% van het langetermijnrendement op obligaties (de kapitaalmarktrentevoet van de jongste Nederlandse 10-jarige staatsobligatie). Steeds is een rendement de bijbehorende rendementsfactor verminderd met 1 (of uitgedrukt in een percentage: deze uitkomst maal 100%). Voor elke categorie wordt de voor belastingjaar t > 2016 gehanteerde langetermijnrendementsfactor berekend als de 15e-machtswortel uit het product van de 14e macht van de voor belastingjaar t-1 gehanteerde langetermijnrendementsfactor en de betreffende gerealiseerde rendementsfactor (de factor waarmee de waarde vermenigvuldigd is) voor het jaar t-2. Voor de toepassing hiervan voor t = 2017 wordt het langetermijnrendement op onroerende zaken, aandelen en obligaties van het kalenderjaar 2016 gesteld op respectievelijk 4,25%, 8,25% en 4%.
- Voor onroerende zaken wordt uitgegaan van het CBS-prijsindexcijfer voor Bestaande Koopwoningen. Huur en kosten worden niet meegerekend, er wordt van uitgegaan dat die tegen elkaar wegvallen.
- Voor aandelen wordt uitgegaan van de MSCI-index (Europa, bruto, lokale valuta). De startwaarde voor het langetermijnrendement wordt berekend als het gemiddelde van 77 resultaten: het gemiddelde rendement per jaar met als startjaar een willekeurig jaar in de periode 1984-1994 en als eindjaar een willekeurig jaar in de periode 2008-2014.
- Voor obligaties wordt uitgegaan van de kapitaalmarktrentevoet van de jongste Nederlandse 10-jarige staatsobligatie.

Er wordt bij deze berekeningen geen rekening gehouden met het feit dat aan het houden van aandelen en obligaties kosten zijn verbonden. Het forfaitaire rendement voor 2023 zou bijvoorbeeld 5,57% moeten zijn in plaats van 6,17%. Het leek waarschijnlijk dat adviseurs er niet onderuit zouden komen om voor de jaren 2023, 2024 en 2025 standaard bezwaar te maken. Koepelorganisaties hebben alvast gevraagd om een massaal-bezwaaroplossing. Met het arrest van juni 2024 is het belang hiervan verminderd.

### Schulden
Voor schulden in box 3 wordt uitgegaan van een forfaitair rentepercentage (2021: 0,161% oud, 2,46% nieuw). Het oude is dat voor spaargeld plus 0,1 procentpunt. Per saldo is het forfaitaire rendement op spaargeld dat voor sparen, verminderd met 0,031 procentpunt. In de nieuwe regeling is het forfaitaire rendementspercentage het gemiddelde van de maandelijkse percentages op jaarbasis in het kalenderjaar van de gemiddelde rente op het totaal aan uitstaande hypotheken van huishoudens, zoals bijgehouden door De Nederlandsche Bank. Het wordt dus pas na afloop van het belastingjaar vastgesteld.
Als een combinatie van overige bezittingen en schulden wordt ondergebracht bij een STAK en zo wordt omgezet in bezit van certificaten met een waarde gelijk aan het saldo van de overige bezittingen en schulden, worden de certificaten belast als overige bezittingen, waardoor het fictieve rendement minder wordt. Deze constructie komt met name voor bij vastgoed. Als het gaat om een constructie die er alleen op gericht is om een fiscaal voordeel te behalen, en vaak voorkomt, overwoog de toenmalige staatssecretaris deze tegen te gaan, zo nodig met een wetswijziging.

## Oude regeling: forfaitaire vermogensmix
Bij de oude regeling, vanaf 2017 (methode A in het aangifteprogramma over 2022), is het forfaitaire rendement slechts afhankelijk van het totale bedrag van de grondslag sparen en beleggen in box 3. Forfaitair wordt de grondslag sparen en beleggen ingedeeld in twee rendementsklassen: de grondslag behoort voor de eerste vermogensschijf (2021: de eerste € 50.000) voor 67% tot rendementsklasse I, voor de tweede vermogensschijf (2021: de volgende € 900.000) voor 21% en voor de rest (de derde vermogensschijf) niet. De rest van de grondslag sparen en beleggen behoort tot rendementsklasse II. Rendementsklasse II betreft verondersteld beleggen. Van rendementsklasse I betreft 131% verondersteld sparen en 31% veronderstelde schuld.

## Berekening volgens oude en nieuwere regeling
De forfaitaire vermogensmix en forfaitaire rendementspercentages per rendementsklasse die vanaf 2017 zijn toegepast, zijn, zo heeft de Hoge Raad in het zogenoemde Kerstarrest van 24 december 2021 bepaald, in strijd met het eigendomsrecht en het discriminatieverbod (verdragenrecht). Daarop werden verdere definitieve aanslagen opgeschort. Vervolgens werd vanaf 1 juli 2022 op basis van het Besluit rechtsherstel box 3 rechtsherstel toegepast, dat vervolgens gecodificeerd is met de Wet van 21 december 2022 tot wijziging van het voordeel uit sparen en beleggen als bedoeld in artikel 5.2 van de Wet inkomstenbelasting 2001 over de kalenderjaren 2017 tot met 2022 door het lager vaststellen van het voordeel in gevallen waarin dat nodig is om het voordeel in overeenstemming te brengen met de uitspraak van de Hoge Raad van 24 december 2021 (Wet rechtsherstel box 3).
Met rechtsherstel wordt in dit verband correctie van definitieve aanslagen bedoeld, maar ook aanpassing van de normaal gesproken al definitieve regels en die vervolgens toepassen bij komende definitieve aanslagen.
Voor aanslagen over kalenderjaren van 2017 tot en met 2022 die op 24 december 2021 nog niet onherroepelijk vaststonden (waaronder voor elk van de jaren 2017 tot en met 2020 die van deelnemers aan de massaalbezwaarprocedure voor het betreffende jaar, en alle aanslagen over 2021 en 2022) worden twee berekeningen toegepast, en geldt die welke voor de belastingplichtige het gunstigst is.
De nieuwere methode (methode B) is zoals boven beschreven. De oude regeling (methode A) is soms voordeliger, bijvoorbeeld als de belastingplichtige uitsluitend belegde en geen schulden had, omdat de oude regeling er dan van uitging dat hij deels spaarde met een zeer klein rendement.
Voor belastingplichtigen met belaste overige bezittingen zijn definitieve aanslagen over 2022 en 2023 ook weer opgeschort; in plaats daarvan worden vooralsnog op basis van de aangiftes en het rechtsherstel (nadere) voorlopige aanslagen opgelegd. Het arrest van 6 juni 2024 vereist nieuwe aanpassingen omdat de Hoge Raad het rechtsherstel in box 3 onvoldoende in lijn acht met het Kerstarrest.

## Overbruggingswet
De Wet van 21 december 2022 tot wijziging van de Wet inkomstenbelasting 2001 om de berekening van het voordeel uit sparen en beleggen in overeenstemming te brengen met het arrest van de Hoge Raad van 24 december 2021 (Overbruggingswet box 3) trad op 1 januari 2023 in werking. De wet bevat geen einddatum, maar is bedoeld als overbrugging, tot een vermogensaanwasbelasting wordt ingevoerd. Dit gebeurt op zijn vroegst in 2028, de overbrugging geldt dus voor minstens vijf jaar.
De wet is gebaseerd op de Wet rechtsherstel box 3, maar dan met de mogelijkheid dat de aanslag hoger is dan volgens het oude systeem van de forfaitaire vermogensmix. Een verschil is verder dat contant geld boven de daarvoor geldende vrijstelling niet meer wordt ingedeeld bij overige bezittingen, maar bij banktegoeden, en dat bij 'groene beleggingen' onderscheid wordt gemaakt tussen groen sparen en daadwerkelijk groen beleggen (dit onderscheid is van belang als het in totaal om een hoger bedrag gaat dan het vrijgestelde bedrag voor 'groene beleggingen'). De eigenaardigheid blijft gehandhaafd dat bij een groot bedrag aan schulden en een groot bedrag aan overige bezittingen, met per saldo een rendementsgrondslag rond het heffingvrije vermogen, iedere euro aan grondslag sparen en beleggen meerdere euro's aan belasting kan kosten (zie de paragraaf Heffingvrij vermogen). Onbedoeld wordt zo bevorderd dat in zo'n geval geen grotere buffer wordt aangehouden dan €57.000 (2023). De reden is het handhaven van de systematiek van het rechtsherstel, met een heffingvrij vermogen, en niet een heffingvrij inkomen.
Het gelijke forfaitaire rendement van zeer uiteenlopende 'overige bezittingen' blijft.
Om diverse redenen voorziet de wet niet in een tegenbewijsregeling (die de belastingplichtige het recht zou geven aan te tonen minder rendement te hebben gehad dan volgens de forfaitaire rendementen), maar naar aanleiding van het arrest van juni 2024 is toch aanhangig de Wet tegenbewijsregeling box 3, die voorziet in terugwerkende kracht voor de gehele duur van het van kracht zijn van de Overbruggingswet, en ook nog eerder..
Verbeteringen van de meeste zwakke punten werden door het overbruggingskarakter door de regering niet mogelijk of niet lonend geacht. Voor aanlevering van extra gegevens door banken en dergelijke is bijvoorbeeld een voorbereidingstijd van twee jaar nodig.
De toenmalige staatssecretaris wees erop dat als veel belastingplichtigen een rechtszaak zouden beginnen als de regeling ongunstig uit zou pakken, bijvoorbeeld door het hoge forfaitaire rendement op overige bezittingen in 2022 en de grote verliezen op effecten in dat jaar, en er gemeenschappelijke rechtsvragen zijn, daarvoor weer massaal bezwaar kan worden aangewezen. Door het arrest van juni 2024 kan dit deels achterhaald zijn, al roept dit arrest ook nog wel vragen op.
Per 2026 wordt het forfait voor de overige bezittingen verhoogd met 1,78 procentpunt en het heffingvrije vermogen verlaagd tot €52.048. Door in voorkomend geval gebruik te maken van de tegenbewijsregeling hoeven belastingplichtigen sowieso niet meer belasting te betalen dan over het werkelijk rendement. Toch zouden huizenbeleggers "verbijsterd" zijn over het hogere tijdelijke forfait.

## Forfaitaire rendementen volgens de nieuwe regeling
Percentages box 3-inkomen (voor banktegoeden en schulden pas rond februari van het volgende jaar bekend):
| Soort vermogen      | 2017  | 2018  | 2019  | 2020  | 2021  | 2022  | 2023  | 2024  | 2025             | 2026  |
| ------------------- | ----- | ----- | ----- | ----- | ----- | ----- | ----- | ----- | ---------------- | ----- |
| Banktegoeden        | 0,25% | 0,12% | 0,08% | 0,04% | 0,01% | 0,00% | 0,92% | 1,44% | 1,44%(voorlopig) |       |
| Overige bezittingen | 5,39% | 5,38% | 5,59% | 5,28% | 5,69% | 5,53% | 6,17% | 6,04% | 5,88%            | 7,77% |
| Schulden            | 3,43% | 3,20% | 3,00% | 2,74% | 2,46% | 2,26% | 2,46% | 2,61% | 2,62%(voorlopig) |       |

Voor een belastingplichtige met 1.000.000 euro verdeeld over 90% spaargeld en 10% aan uitgeleend geld of contanten (deze worden even hoog belast als beleggingen), zal de nieuwe berekening in 2017 zijn: 0,9 x 1 miljoen x 0,25% plus 0,1 x 1 miljoen x 5,39% is 7.640 euro.
Rendementspercentage wordt dan 7.640 / 1 miljoen x 100% is 0,76% (want afronding naar beneden).
Gezien een heffingsvrij vermogen van 25.000 euro in 2017 is dan het rendementspercentage (1.000.000 − 25.000) x 0,76% = 0,7410%. Wat neerkomt op een voordeel uit sparen en beleggen van 7.410 euro.
Het systeem van een forfaitaire vermogensmix binnen de categorie overige bezittingen (in 2021 53% vastgoed, 33% aandelen en 14% obligaties, hoewel die gebruikt wordt voor de berekening van het forfaitaire rendement voor de hele categorie overige bezittingen) blijft gehandhaafd tot een vermogensaanwasbelasting wordt ingevoerd.
Het arrest van 6 juni 2024 vereist echter toch nieuwe aanpassingen.

## Belastbaar inkomen uit sparen en beleggen
Het belastbare inkomen uit sparen en beleggen is het "voordeel uit sparen en beleggen" verminderd met het daarvoor in aanmerking komende deel van de persoonsgebonden aftrek. Voor zover de persoonsgebonden aftrek het inkomen uit werk en woning van het kalenderjaar niet vermindert, vermindert de aftrek het belastbare inkomen uit sparen en beleggen van het jaar, maar niet verder dan tot nihil.

## Heffing
Artikel 2.13 IB bepaalt het tarief in de vorm van een percentage van het belastbaar inkomen uit sparen en beleggen (tot en met 2020: 30%; 2021 en 2022: 31%; 2023: 32%; 2024 en 2025: 36%.
Het effectieve percentage is hoger door de inkomensafhankelijke heffingskortingen en toeslagen.

## Indexatie
Alle in de wet genoemde bedragen die te maken hebben met box 3 worden (voor zover daarvan niet voor het betreffende jaar wettelijk wordt afgeweken) geïndexeerd met de tabelcorrectiefactor. Voor 2023 is deze 1,063, corresponderend met 6,3% inflatie.

## Belang voor andere regelingen
Het inkomen in box 3 telt soms wel, soms niet mee bij inkomensafhankelijke bijdragen en toeslagen:
Wel bij:
- de inkomensafhankelijke bijdragen Wlz, de zorgtoeslag, de kinderopvangtoeslag en het kindgebonden budget.

Niet bij:
- de inkomensafhankelijke bijdrage Zorgverzekeringswet.

Indien wel, dan heeft vrijstelling van vermogensbestanddelen niet alleen voordeel voor de inkomstenbelasting, maar via vermindering van het in aanmerking genomen inkomen ook voor de betreffende regelingen.
Men krijgt geen huurtoeslag als het vermogen boven het heffingvrije vermogen ligt, zelfs niet als dit vrijgesteld is voor de inkomstenbelasting.
Bij een vermogenstoets gaat het vaak om de "grondslag sparen en beleggen, bedoeld in artikel 5.2, eerste lid, van de Wet inkomstenbelasting 2001", maar soms wordt verwezen naar de rendementsgrondslag en het heffingvrije vermogen. Soms wordt de vrijstelling groene beleggingen niet in aanmerking genomen. Soms wordt verwezen naar het voordeel uit sparen en beleggen.
Voor de bepaling van een eigen bijdrage wordt het betreffende vermogen soms gelijkgesteld met een extra inkomen van 8% van dit vermogen, boven op het forfaitaire rendement, zodat in totaal wordt gerekend met een inkomen gelijk aan dat in box 1 en 2 plus 12% van het betreffende vermogen.

## Kerstarrest (december 2021)
De bezwaren tegen de berekening van de box 3-heffing 2017, 2018, 2019 of 2020 zijn aangewezen als massaal bezwaar. Het gaat om bezwaarschriften tegen de definitieve aanslagen inkomstenbelasting die binnen zes weken na de betreffende aanslag zijn ingediend, en de volgende rechtsvraag bevatten:
Is de vermogensrendementsheffing, uitgaande van de forfaitaire elementen van het stelsel, in onderlinge samenhang en met inachtneming van het heffingvrije vermogen en het belastingtarief van 30%, op regelniveau in strijd met:
1. artikel 1 van het Eerste Protocol bij het Europees Verdrag tot bescherming van de rechten van de mens en de fundamentele vrijheden (hierna: EVRM), zonder dat de schending van de “fair balance” op het niveau van de individuele belastingplichtige wordt beoordeeld; of
2. het discriminatieverbod van artikel 14 EVRM?
Voor 2020 is dit uitgebreid met de vraag of het voordeel uit sparen en beleggen voor zover gesteld op 5,28% van het gedeelte van de grondslag dat behoort tot rendementsklasse II op de juiste wijze is bepaald.
Met het oog op de beantwoording van bovenstaande rechtsvraag door de bestuursrechter in belastingzaken zijn voor de belastingjaren 2017 en 2018 zes zaken geselecteerd. Deze hebben geleid tot uitspraken van rechtbanken. Tegen één van deze uitspraken is sprongcassatie ingesteld.
Op 1 november 2021 bracht de advocaat-generaal (AG) bij de Hoge Raad het advies uit om de bezwaren tegen de sinds 2017 gewijzigde heffing in box 3 massaal toe te wijzen. De AG stelt dat bepalingen die in strijd zijn met het EVRM niet mogen worden toegepast (art. 94 Grondwet), en dat de forfaitaire vermogensmix daartoe behoort. De verdeling over de twee rendementsklassen sparen en beleggen zou moeten worden bepaald door de werkelijke vermogensmix van de individuele belastingplichtige. Het systeem van een forfaitair rendement per rendementsklasse zou niet gewijzigd hoeven te worden.
De Hoge Raad heeft op 24 december 2021 uitspraak gedaan (het zogenoemde Kerstarrest), en de betreffende rechtsvraag beantwoord:

Naar de strekking van de Wet IB 2001 moeten buiten de heffing blijven de voordelen die de belastingplichtige niet heeft genoten, maar had kunnen behalen als hij zijn bezittingen daaraan dienstbaar had gemaakt en/of als hij meer geluk had gehad. (...) Voor het met ingang van 2017 geldende forfaitaire stelsel is geen toereikende rechtvaardiging aan te wijzen. Voor degene die, zoals belanghebbende in de onderhavige jaren, door dit forfaitaire stelsel wordt geconfronteerd met een heffing naar een voordeel uit sparen en beleggen dat hoger is dan het werkelijk behaalde rendement leidt dit tot een schending van zijn door artikel 1 EP, in samenhang met artikel 14 EVRM, gewaarborgde rechten.

Merk op dat (bij een gegeven procentueel tarief zoals 31%) deze uitspraak dat hoogstens over het werkelijke rendement belasting mag worden geheven veel verder gaat dan dat de belasting hoogstens gelijk mag zijn aan het werkelijke rendement (wat vooralsnog voor de jaren 2013 tot en met 2016 kort gezegd het criterium is). Wel kan het werkelijke rendement op het heffingvrije vermogen worden meegerekend.
In het individuele proefproces heeft de Hoge Raad bij wijze van rechtsherstel de aanslagen verminderd tot aanslagen berekend naar het lagere werkelijke inkomen uit sparen en beleggen. Daardoor moet de Belastingdienst de aanslagen 2017 en 2018 waartegen belastingbetalers op het onderwerp van de betreffende rechtsvraag bezwaar maakten, opnieuw beoordelen op basis van het werkelijke rendement (dus anders dan volgens het advies van de AG). Van het individuele geval werden de bedragen van het werkelijke inkomen uit sparen en beleggen niet betwist. Daarom heeft de Hoge Raad niet voorgeschreven hoe het werkelijke rendement berekend moet worden. Het gaat daarbij onder meer om de vraag of de fiscus gerealiseerde vermogenswinst (waardestijging gevolgd door verkoop) mag meerekenen, en zo ja, of dat ook mag voor ongerealiseerde vermogenswinst (alleen waardestijging, ook vermogensaanwas genoemd).

### Reacties en maatregelen naar aanleiding van het Kerstarrest (algemeen)
Dit arrest is volgens de staatssecretaris bijzonder, ook om de reden dat er direct rechtsgevolg aan gegeven wordt. Het is meteen geldend recht geworden. Dat gebeurt volgens hem bijna nooit. Het is volgens hem misschien vier keer gebeurd, en daarbij ging het om minder grote zaken.
Op 4 februari 2022, precies binnen de geldende termijn van 6 weken, heeft de Belastingdienst officieel uitspraak gedaan over de massaalbezwaarprocedures over de belastingjaren 2017 en 2018, en meteen ook over de jaren 2019 en 2020: alle ruim 200.000 bijbehorende bezwaarschriften zijn gegrond verklaard. Dit betrof een bevestiging dat de regering het oordeel van de Hoge Raad respecteerde, maar nog geen toekenning van concrete restitutiebedragen. Binnen zes maanden moest uitvoering gegeven worden aan de gegrondverklaring, dus uiterlijk 4 augustus 2022. Toen moest per bezwaarmaker vastgesteld zijn of daadwerkelijk een restitutie zou worden verleend, en zo ja hoeveel. In 60% van de gevallen is de aanslag van de bezwaarmakers verminderd.
Wegens de grote aantallen werd een zoveel mogelijk geautomatiseerde procedure op basis van al beschikbare gegevens gevolgd. Daarbij hielp dat vermogensgegevens op de peildata al uitgesplitst in spaar- en beleggingsvermogens beschikbaar waren. Omdat er weinig rendementsgegevens zijn is de belasting hier toen niet afhankelijk van gemaakt.
De regering wilde van de Hoge Raad weten hoeveel het fictieve rendement zou mogen afwijken van het werkelijke. De Hoge Raad heeft in juni 2024 nieuwe uitspraken gedaan, onder meer dat er toch geen tolerantiemarge is, zie onder. De regering treft voorbereidingen voor verder rechtsherstel indien noodzakelijk, met een tegenbewijsregeling.

## Arrest 6 juni 2024
De Hoge Raad heeft in enkele arresten, vooral arresten van 6 juni 2024, daarom ook wel de D-Day-arresten genoemd, het volgende bepaald. Het werkelijke rendement betreft het rendement over het niet vrijgestelde vermogen, zonder rekening te houden met het heffingvrije vermogen, van de belastingplichtige in box 3 zoals de belastingplichtige dat in de loop van het jaar heeft gehad, en dus niet alleen het rendement op vermogensbestanddelen die de belastingplichtige had op de nu nog in de wet staande peildatum. Het werkelijke rendement wordt bepaald volgens de berekeningswijze van een vermogensaanwasbelasting, zoals ook al voor de toekomst werd en wordt voorbereid: het omvat niet alleen voordelen die uit vermogensbestanddelen worden getrokken, zoals rente, dividend en huur, maar ook positieve en negatieve waardeveranderingen van die vermogensbestanddelen. Ook ongerealiseerde waardeveranderingen behoren tot het werkelijke rendement. Anders dan gepland is voor het nieuwe stelsel bepaalt de Hoge Raad voor nu dat kosten, anders dan rente van schulden, niet aftrekbaar zijn, en dat er geen aparte regeling is voor onroerend goed. De belastingplichtige die het standpunt inneemt dat hij wordt geconfronteerd met een heffing naar een voordeel uit sparen en beleggen op zijn gehele vermogen in box 3 dat hoger is dan het werkelijke rendement volgens deze regels, dient feiten te stellen, en in geval van betwisting aannemelijk te maken, waaruit volgt wat dit werkelijke rendement is (tegenbewijsregeling). Er wordt geen rente vergoed over een terugbetaling van belasting wegens het nieuwe arrest.

## Arresten 20 december 2024
Op 20 december 2024 is opnieuw een aantal arresten gewezen waarin het rechtsherstel in box 3 aan de orde komt. De Hoge Raad heeft deze gelegenheid aangegrepen om de rendementsberekening op woningen in box 3 te verduidelijken. Voor wat betreft de ongerealiseerde waardeveranderingen in een jaar moet worden aangesloten bij de vastgestelde WOZ-beschikkingen. Als beginwaarde geldt de WOZ-waarde die voor het heffingsjaar is vastgesteld, met als waardepeildatum 1 januari van het voorafgaande kalenderjaar. Als eindwaarde geldt de WOZ-waarde van het volgende kalenderjaar, met als waardepeildatum 1 januari van het heffingsjaar. Dit wordt aangeduid als de t-1 berekening. Het verschil tussen deze twee bedragen vormt het ongerealiseerde rendement in het heffingsjaar. Bij vervreemding of verkrijging van een woning in de loop van het jaar wordt de waardeverandering naar tijdsevenredigheid aan de verkoper en de koper toegerekend.
De Hoge Raad benadrukt dat uitgaven die betrekking hebben op verbetering of uitbreiding van een onroerende zaak op dezelfde wijze moeten worden behandeld als de oorspronkelijke investering, en dus niet gelden als (niet aftrekbare) kosten. Dit brengt mee dat een waardestijging van een onroerende zaak die het gevolg is van aanvullende investeringen niet als rendement kwalificeert. Het is echter de belastingplichtige die aannemelijk moet maken dat die situatie zich voordoet. Bij woningen is dat complex omdat de waardeverandering gebaseerd wordt op het verschil in WOZ-waarde aan het begin en einde van een jaar. Alleen als de WOZ-waarde met toepassing van artikel 18, lid 3, onderdeel c, Wet WOZ is bepaald naar de toestand van de woning aan het begin van het jaar waarvoor die waarde geldt, ziet de Hoge Raad ruimte voor tegenbewijs.

## Tegenbewijsregeling
De Wet tegenbewijsregeling box 3 vormt de uitwerking van het door de Hoge Raad bepaalde recht op een belastinggrondslag op basis van het werkelijke rendement (met dien verstande dat kosten niet aftrekbaar zijn). Hiervoor is er per belastingjaar een digitaal formulier Opgaaf Werkelijk Rendement (OWR).

### Doelgroep
De doelgroep van de tegenbewijsregeling is als volgt:
- Belastingjaren 2021 en later: alle belastingplichtigen
- Belastingjaren 2019 en 2020:
  - er moet aan twee voorwaarden zijn voldaan:
    - er was op 21 december 2021 nog geen definitieve aanslag voor het betreffende jaar, of deze stond toen nog niet onherroepelijk vast
    - er is een verzoek tot ambtshalve vermindering[98] gedaan vóór het einde van 2024 (voor het belastingjaar 2019) of vóór het einde van 2025 (voor het belastingjaar 2020)[99]
- Belastingjaren 2017 en 2018:
  - belastingplichtigen met een definitieve aanslag waarvan hun bezwaar meeliep in de massaal bezwaarprocedure of waarvan de definitieve aanslag ná het Kerstarrest ontvangen is
  - belastingplichtigen die vóór het einde van 2022 (voor het belastingjaar 2017) of vóór het einde van 2023 (voor het belastingjaar 2018) tijdig een verzoek tot ambtshalve vermindering hebben ingediend naar aanleiding van het geboden rechtsherstel

Voor belastingplichtigen met overige bezittingen zijn en worden er voor de belastingjaren 2022, 2023 en 2024 pas definitieve aanslagen opgelegd als deze belastingplichtigen gelegenheid hebben gehad de betreffende OWRs in te dienen, en deze verwerkt zijn. Gepland is dat vanaf het belastingjaar 2025 de OWR wordt geïntegreerd in de aangifte.
Belastingplichtigen met alleen banktegoeden kunnen eventueel tijdig bezwaar maken tegen definitieve aanslagen voor het geval dat de Hoge Raad in een later stadium nog gaat oordelen dat het rechtszekerheidsbeginsel in het Europees Verdrag voor de Rechten van de Mens is geschonden door het systeem van achteraf wijzigen (als het gaat om ophogen) van het forfaitaire rendementspercentage voor spaartegoeden.

### Formulier Opgaaf Werkelijk Rendement (OWR)
Met de online formulieren Opgaaf Werkelijk Rendement (OWR) kan de belastingplichtige per belastingjaar de nodige gegevens aanleveren. Voor de belastingjaren waarvoor de belastingplichtige tot de doelgroep behoort krijgt deze attentiebrieven, wanneer dit gebeurt kan de Belastingdienst nog niet zeggen: 'Vanaf juli 2025 versturen wij de 1e brieven, maar het kan tot in 2028 duren voordat u uw brief krijgt.' Elders staat echter 'Belastingplichtigen kunnen zelf per belastingjaar besluiten om het formulier in te vullen en in te sturen. Dit is niet beperkt tot de belastingplichtigen die een brief hebben gekregen.'. De formulieren OWR zijn sowieso te vinden in Mijn Belastingdienst. Zonder brief kan men echter niet bevestigd zien dat men voor het betreffende belastingjaar tot de doelgroep behoort. Als dat niet zo is is het invullen verspilde moeite. Verder staat in de brief het fictieve rendement, maar dat kan men ook zelf terugzoeken.
Voor het belastingjaar 2019 moesten belastingplichtigen echter al in 2024 actie ondernemen, zie boven. Zolang de aanslag nog niet is opgelegd is de termijn voor de belastingplichtige zonder fiscaal dienstverlener 12 weken na de dagtekening van de attentiebrief.
Het vaststellen van de definitieve aanslagen 2021 t/m 2024 staat gepland voor het vierde kwartaal 2025 en het vaststellen van de verminderingsbeschikkingen 2017 t/m 2024 voor het tweede kwartaal 2026.
Vanaf het belastingjaar 2025 wordt de mogelijkheid tot tegenbewijs opgenomen in het reguliere aangifteproces voor de inkomstenbelasting.
Contant geld in euro’s hoeft niet te worden aangegeven, omdat dat geen rendement oplevert. Het vrijgestelde deel van groene beleggingen en het rendement daarvan hoeven ook niet te worden aangegeven. Het aanvragen van een teruggave is niet verplicht, maar wie het voor een bepaald jaar doet, moet verder wel bijvoorbeeld voor al zijn bankrekeningen expliciet de ontvangen rente in dat jaar opgeven, ook als het nul is.
Het rendement bestaat uit het rendement op spaartegoeden en het rendement op beleggingen.
Het rendement op spaartegoeden, waaronder ook gelddelen bij beleggingsrekeningen, is de ontvangen rente. Deze wordt vaak op het jaaroverzicht vermeld. Bij ontvangst van rente met een rentedatum van 1 januari telt dit rentebedrag mee voor het werkelijke rendement in het nieuwe jaar, en ook voor het vermogen op de peildatum bij het forfaitaire rendement in het nieuwe jaar. Als de rentedatum 2 januari is, telt deze rente ook mee voor het werkelijke rendement in het nieuwe jaar, maar niet voor het vermogen op de peildatum bij het forfaitaire rendement in het nieuwe jaar. Bij ontvangst van rente met een rentedatum van 31 december telt dit rentebedrag mee voor het werkelijke rendement in het oude jaar, en voor het vermogen op de peildatum bij het forfaitaire rendement in het nieuwe jaar. 
De eventuele kosten van de spaarrekening of van een verplichte bijkomende betaalrekening zijn niet aftrekbaar.
Het rendement van beleggen bestaat uit de 'reguliere voordelen' en de waardetoename (eventueel negatief) van de beleggingsportefeuille. De reguliere voordelen zijn spaarrente, het bruto dividend op aandelen (bestaande uit het netto dividend en de teruggave bij de aanslag van de  ingehouden dividendbelasting) en de rente op obligaties. De reguliere voordelen vormen nieuw vermogen dat wordt ingebracht in box 3 en tot de bezittingen gaat horen. Ze worden aangemerkt als een storting, los van de vraag of dit een handeling vergt. Een en ander valt tegen elkaar weg, mmar er is dan nog wel de expliciete meetelling voor het rendement van het brutodividend op aandelen + rente op obligaties. Alleen rente op banktegoeden wordt dan niet in de categorie beleggingen tot het rendement gerekend, maar dat klopt, dat wordt al onder bankrekeningen gedaan.
Het rendement per beleggingporteuille wordt steeds als volgt berekend uit vijf in te vullen bedragen:
```
  Brutodividend op aandelen + rente op obligaties
- waarde van de portefeuille op 1 januari
+ waarde van de portefeuille op 31 december
- 'aankopen en stortingen' in het betreffende jaar: het totaal van de aankoopbedragen van beleggingen gestort vanuit het gelddeel of een andere rekening in het betreffende jaar; kosten van de beleggingsrekening en eventuele bijkomende kosten van aankopen tellen niet mee; verder ook de waarde van effecten die worden toegevoegd vanuit een andere portefeuille, maar niet de kosten van de overheveling; verder worden zoals gezegd tot de stortingen gerekend de rente over het gelddeel of de andere rekening, het netto dividend op aandelen en de rente op obligaties; dit voorkomt dubbeltelling (expliciet meetellen en ook het saldo van het gelddeel of de andere rekening verhogen)
[
105
]

+ 'verkopen en onttrekkingen' in het betreffende jaar: het totaal van de verkoopbedragen van beleggingen in het betreffende jaar, zonder aftrek van de eventuele kosten die van de verkoopprijs afgaan; verder ook de waarde van effecten die worden overgeheveld naar een andere portefeuille, maar niet de kosten van de overheveling; in het geval dat de reguliere voordelen naar een andere rekening worden overgemaakt, worden die onttrokken aan de beleggingsrekening, en dus hier meegeteld
```

Het OWR geeft toelichting op de indeling van beleggingen waarvoor deze gegevens apart moeten worden ingevuld:
```
U geeft beleggingen apart aan per portefeuille of per vennootschap waarin u aandelen hield. U telt deze niet bij elkaar op.
```

```
Voorbeeld
```

```
U had een effectenportefeuille bij een broker met daarin diverse aandelen, obligaties en beleggingsfondsen. U had ook een effectenportefeuille bij een bank en 2% van de aandelen in een bv. U geeft dit op als 3 verschillende beleggingen.
```

Bij een beleggingsrekening met een rentedragend gelddeel wordt het gelddeel behandeld als een banktegoed, waarvan de rente moet worden ingevuld. Aangezien het gelddeel zelf geen ander rendement heeft, en bij beleggingen wat betreft rente alleen naar die van obligaties wordt gevraagd, kan men bij een belegging met een gelddeel naar keuze de vragen alleen voor de effectenportefeuille of voor de hele beleggingsrekening beantwoorden (in combinatie met het behandelen van het gelddeel als banktegoed), de uitkomst is gelijk. Aan- en verkoopbedragen, afgezien van de kosten, vallen dan tegen elkaar weg: een aankoop verhoogt de waarde van de portefeuille, en verlaagt het saldo van het gelddeel, en omgekeerd bij een verkoop. In beide gevallen heeft men naast de jaaropgave van de beleggingsrekening ook de transactiegegevens van het gelddeel en/of de effectenportefeuille nodig.
De waarden aan het begin en eind van het jaar en de stortingen en onttrekkingen completeren de data die nodig zijn om het werkelijke rendement te bepalen te bepalen. De reguliere voordelen van spaartegoeden en beleggingen zijn het totaal van de rentebedragen op banktegoeden en het brutodividend op aandelen + rente op obligaties (ingevuld bij beleggingen). Ze worden expliciet meegeteld bij het berekenen van het rendement, als boven met dubbeltelling gecompenseerd door meetellen als storting, in dit geval ook van de rente op het gelddeel, om te compenseren dat het gelddeel ook als banktegoed moet worden opgegeven.
Het rendement van de beleggingsrekening (portefeuille plus gelddeel) is:
```
  Brutodividend op aandelen + rente op obligaties
- waarde van de beleggingsrekening op 1 januari
+ waarde van de beleggingsrekening op 31 december
- 'aankopen en stortingen' in het betreffende jaar: stortingen van buiten de beleggingsrekening; ook rente over het gelddeel, rente op obligaties en netto dividend die op het gelddeel zijn bijgeschreven worden gezien als storting; verder ook de waarde van effecten die worden toegevoegd vanuit een andere portefeuille, maar niet de kosten van de overheveling
+ 'verkopen en onttrekkingen' in het betreffende jaar: onttrekkingen, waaronder kosten van de beleggingsrekening die zijn onttrokken aan de beleggingsrekening (en dus niet bijvoorbeeld betaald zijn uit een betaalrekening) en eventuele kosten van aan- en verkopen; verder ook de waarde van effecten die worden overgeheveld naar een andere portefeuille, maar niet de kosten van de overheveling
```

Bij een beleggingsrekening zonder gelddeel wordt een andere bankrekening gebruikt. Als die renteloos is, is voor het OWR alleen van belang dat het brutodividend op aandelen en de rente op obligaties (beide zonder de bijkomende kosten) en de verkoopbedragen (zonder aftrek van de kosten) die op die rekening worden geboekt voor de beleggingsrekening onttrekkingen zijn, en de aankoopbedragen stortingen.
De verdere indeling is bij voorkeur op dezelfde manier als in de aangifte, met dezelfde omschrijvingen.
Beleggingsinstellingen leveren soms extra gegevens aan deelnemers om ze te helpen bij het invullen van het OWR. Verreweg het handigst voor de deelnemer is het als zij de vijf in te vullen bedragen leveren voor het betreffende deel van het OWR.
Er zijn ook nog andere categorieën van bezittingen, waarvoor, indien van toepassing, de vijf bedragen ook nog ingevuld moeten worden. Uiteindelijk wordt het rendement volgens de regels van de wet getoond. Dit is de som van de rendementen die elk uit een set van vijf bedragen volgen.

#### Voorbeeld 1 van de MvT, methode 1
Voorbeeld 1 van de MvT wordt in het OWR als volgt verwerkt.
```
------ Ingevuld ------
Bank- en spaarrekeningen 2024
```

```
Ontvangen rente € 400
Was de rekening in euro's? Ja
```

```
Beleggingen 2024
```

```
Brutodividend op aandelen of rente op obligaties € 0
Waarde op 1 januari € 50.000
Waarde op 31 december € 65.000
Aankopen en stortingen in 2024 € 5000
Verkopen en onttrekkingen in 2024 € 0
```

```
------ Resultaat -------
Overzicht werkelijk rendement over 2024
```

```
Bezittingen
Werkelijk rendement
Bankrekeningen € 400
Beleggingen € 10.000
```

```
Totaal werkelijk rendement over 2024 € 10.400
```

#### Voorbeeld 1 van de MvT, methode 2
Als de bankrekening het gelddeel is van de beleggingsrekening kan ook de hele beleggingsrekening worden behandeld.
```
------ Ingevuld ------
Bank- en spaarrekeningen 2024
```

```
Ontvangen rente € 400
Was de rekening in euro's? Ja
```

```
Beleggingen 2024
```

```
Brutodividend op aandelen of rente op obligaties € 0
Waarde op 1 januari € 100.000
Waarde op 31 december € 115.400
Aankopen en stortingen in 2024 € 5400
Verkopen en onttrekkingen in 2024 € 0
```

```
------Resultaat ------
Overzicht werkelijk rendement over 2024
```

```
Bezittingen
Werkelijk rendement
Bankrekeningen € 400
Beleggingen € 10.000
```

```
Totaal werkelijk rendement over 2024 € 10.400
```

De reguliere voordelen (hier alleen €400 rente) komen terecht in het gelddeel. Dit nieuwe vermogen dat wordt ingebracht in box 3 en tot de bezittingen gaat horen wordt aangemerkt als een storting, los van de vraag of dit een handeling vergt. Het niet uitgeven van een deel van het salaris (hier €5000) wordt ook aangemerkt als een storting. Voor wie het stortingsbedrag niet naar het gelddeel van een beleggingsrekening overmaakt, maar overmaakt naar een spaarrekening, of op de betaalrekening laat staan, is de storting echter niet relevant voor de berekening van het rendement.

#### Groene spaartegoeden en beleggingen
Het rendement op groene spaartegoeden en beleggingen telt niet mee voor het berekenen van het werkelijke rendement, mits de waarde op 1 januari niet hoger is dan het vrijgestelde bedrag (dus ongeacht of de waarde in de loop van het jaar soms hoger is geweest). Als de waarde op 1 januari wel hoger is dan het vrijgestelde bedrag, wordt het werkelijke rendement naar rato meegeteld. Als de waarde op 1 januari bijvoorbeeld 20% hoger is dan het vrijgestelde bedrag, wordt 1/6 van het werkelijke rendement meegeteld.

#### Diversen
Om praktische redenen wordt de rente op in box 3 aangegeven schulden geheel afgetrokken van het werkelijke rendement op bezittingen, zonder rekening te houden met de schuldendrempel.
Negatieve rente op een banktegoed geldt als negatieve opbrengst, en dus niet als (niet aftrekbare) kosten.
Voor het bepalen van de waardestijging of -daling van woningen in box 3 gaat het kabinet ervan uit dat de Hoge Raad bedoelt dat voor de waardeontwikkeling in bijvoorbeeld kalenderjaar 2022 de WOZ-waarde voor het kalenderjaar 2022 (waardepeildatum 1 januari 2021) wordt vergeleken met de WOZ-waarde voor het kalenderjaar 2023 (waardepeildatum 1 januari 2022).
Kosten zijn volgens het arrest niet aftrekbaar omdat de Hoge Raad aansluit bij het systeem van de wet (sinds 2017). Bij vastgoed stond daar tegenover dat ontvangen huur niet was belast. Bij de berekening van de inkomsten uit vastgoed moeten huurinkomsten echter wel worden meegeteld. Voorgesteld wordt om het voordeel door eigen gebruik van een onroerende zaak (behalve voor de eerste woning, deze valt onder box 1) voor de jaren in het verleden (2017–2025) op nihil te stellen. Per 2026 wordt met het wetsvoorstel een wettelijke regeling geïntroduceerd voor het bepalen van het voordeel in natura als onderdeel van het werkelijk rendement, uit het ter beschikking staan van de onroerende zaak. Het voordeel bestaat uit de economische huurwaarde van de onroerende zaak. De economische huurwaarde is de huurprijs die bij verhuur onder normale omstandigheden bedongen kan worden.
Gemeld wordt dat 'de definitieve aanslagen (2021 t/m 2024)' naar verwachting in het vierde kwartaal van 2025  worden vastgesteld, en de verminderingsbeschikkingen (2017 t/m 2024) in het tweede kwartaal van 2026. Er wordt voorbijgegaan aan de definitieve aanslagen 2021 die met toepassing van het eerste rechtsherstel zijn opgelegd, en mogelijk bezwaar vereisen om ook voor het tweede rechtsherstel in aanmerking te komen. Ook belastingplichtigen met uitsluitend banktegoeden kunnen hun werkelijke rendement aantonen, al heeft de Hoge Raad overwogen dat het forfaitaire rendement op spaargeld doorgaans het werkelijke rendement goed zal benaderen. Er zijn voor deze groep al wel definitieve aanslagen opgelegd, ook deze vereisen mogelijk bezwaar.
Op bijvoorbeeld 1 januari 2024 bijgeschreven rente over 2023 moet worden gerekend tot het rendement in 2024 (kasstelsel).
Als het totale werkelijke rendement in enig jaar negatief is, wordt dit op nul gesteld.
Er is geen heffingvrij inkomen of vermogen bij de tegenbewijsregeling. Bij een vermogen dat niet groter is dan het heffingvrije vermogen van de standaardregeling voor het betreffende belastingjaar speelt dit uiteraard geen rol.

### Schuiven met inkomen
Met inachtneming van het forfaitaire inkomen en de tegenbewijsregeling in bijvoorbeeld 2025 en 2026 kan het gunstig zijn om inkomen te verschuiven van 2025 naar 2026 of omgekeerd. Het eerste kan bijvoorbeeld door in 2025 obligaties te kopen waarover voor het eerst in 2026 de jaarlijkse rente wordt uitbetaald. De belastingplichtige betaalt daarvoor de nominale waarde van de obligaties plus de meegekochte rente. Voor box 3 geldt in zo'n geval aan het eind van 2025 alleen de nominale waarde, dus de meegekochte rente vormt een verlies. In 2026 is het rendement de rente voor een jaar, die voor een deel de in 2025 meegekochte rente is. Deze verschuift zo naar 2026. Als het verlies in 2025 wordt gecompenseerd door rendement op ander inkomen in box 3, kan dit voordelig zijn.

## Invloed op toeslagen
Verlaging van het belaste rendement verlaagt het verzamelinkomen en kan daardoor drie van de vier toeslagen (de zorgtoeslag, het kindgebonden budget en de kinderopvangtoeslag) verhogen, en ook de ouderenkorting. De betrokkene hoeft hier niets voor te doen. Er zijn ook nog diverse andere inkomensafhankelijke regelingen, waarbij een verlaging met terugwerkende kracht van het verzamelinkomen mogelijk gevolgen heeft.

## Dekking
Dekking voor terugbetalingen en mogelijk lagere belasting bij nieuwe aanslagen moest zoveel mogelijk binnen box 3 gevonden worden. De mogelijkheden hiervoor zijn beperkt, want bij een lager heffingvrij vermogen of inkomen wordt het aantal aangiftes waarbij box 3 een rol speelt vergroot. Wel zijn verhogingen van het tarief van 31% doorgevoerd, zie boven. Voor verdere dekking is ook de heffing in box 2 aangepast. De wet Belastingplan 2023 bepaalt dat de afbouw van de algemene heffingskorting vanaf 2025 wordt gebaseerd op het verzamelinkomen, dus ook het inkomen in box 2 en 3.

## Verworpen gedeeltelijk rechtsherstel 2017 – 2020 voor niet-bezwaarmakers; massaal bezwaar plus
Op 20 mei 2022 heeft de Hoge Raad bepaald dat iemand die niet tijdig bezwaar heeft gemaakt, maar op een later tijdstip ambtshalve vermindering aanvraagt, geen recht heeft op rechtsherstel. De regering was van plan het arrest hierover af te wachten, alvorens een herberekening in deze gevallen toe te passen. Voor gevallen zonder recht op rechtsherstel overwoog de regering eventueel toch de herberekening toepassen, met eventueel de mogelijkheid de doelgroep te beperken, of anderszins een soberder regeling toe te passen. Dit zou dan in een wet worden vastgelegd, zodat juridische risico's zouden worden beperkt (in een technische briefing op 29 april kwam naar voren dat het juridisch niet mogelijk zou zijn om van degenen die geen bezwaar hebben gemaakt, alleen bij nader te definiëren "kleine spaarders" de nieuwe berekening toe te passen).
In het Memo doelgroep herstel box 3 politieke vierhoek 12 april wordt verduidelijkt dat bij herstel via de belastingaanslag voor de niet-bezwaarmakers, het naar verwachting juridisch onhoudbaar is deze anders te behandelen dan bezwaarmakers. Wel is er de mogelijkheid van een aparte wettelijk geregelde compensatieregeling, zoals die bij de toeslagenaffaire. Daarbij kunnen wel andere regels gelden dan de normale voor bezwaar en ambtshalve vermindering. Een ander verschil is dat de regeling dan valt onder de uitgavenkant van de begroting, waardoor de dekking niet specifiek van box 3 en box 2 hoeft te komen.
Onder meer Mahir Alkaya en zijn partij (SP) wilden geen onderscheid tussen bezwaarmakers en anderen, omdat zij dat rechtvaardiger vinden, maar ook wijzen zij erop dat anders mensen tegen allerlei beschikkingen van de overheid voortaan voor de zekerheid bezwaar gaan maken, wat voor de betreffende instanties veel werk geeft.
In juli presenteerde de staatssecretaris diverse opties voor eventueel gedeeltelijk rechtsherstel. Met Prinsjesdag 2022 meldde de regering echter te kiezen voor helemaal geen compensatie, omdat gedeeltelijke compensatie ingewikkeld is en juridisch mogelijk niet houdbaar, en maatregelen om de gevolgen van inflatie en dure energie te verzachten al veel geld kosten. Tijdens het daarop volgende Kamerdebat op 6 oktober over de Algemene Financiële Beschouwingen bleek dat de politiek geen financiële compensatie wil bieden voor de circa 1 miljoen spaarzame burgers die géén bezwaar hebben ingediend tegen de box 3-heffing in hun belastingaangifte voor de jaren 2017 tot en met 2020. Tijdens dit debat werd een motie ingediend door Derk Jan Eppink (JA21) en Olaf Ephraim (Groep Van Haga), waarin deze opriepen om een compensatieregeling in het leven te roepen voor de kleine spaarders in box 3. Deze motie werd gesteund door 44 Kamerleden van Ja21, Groep Van Haga, PVV, SP, FVD, SGP, BIJ1, Fractie Den Haan en Omtzigt. Tegen stemden de regeringspartijen maar ook PvdA, GroenLinks, PvdD, ChristenUnie, DENK, Volt en Gündogan. Daarmee werd de motie verworpen. Ook een deel van de Eerste Kamer reageerde zeer kritisch.
Op grond hiervan adviseerde de Bond voor Belastingbetalers aan de gedupeerde spaarders om bij de Belastingdienst een verzoek te doen tot ambtshalve vermindering. De Consumentenbond sloot zich aan bij de Bond voor Belastingbetalers en begon ook een actie. Als grondslag voor een verzoek tot ambtshalve vermindering noemde de Bond voor Belastingbetalers onder meer een in de Staatscourant gepubliceerde aanwijzing uit 2015 waarin gesteld werd dat men geen bezwaar meer hoefde te maken om toch aangesloten te zijn bij het massaal bezwaar. Het meest urgent is een verzoek voor het belastingjaar 2017, omdat dat op uiterlijk 31 december 2022 door de Belastingdienst moet zijn ontvangen. Doordat een massaalbezwaarprocedure alleen betrekking kan hebben op massale rechtszaken en niet op massale verzoeken tot ambtshalve vermindering, moet het verzoek door iedere belastingplichtige apart worden ingediend. Aangekondigd is dat de Belastingdienst dan elk verzoek zal afwijzen. Daartegen kan de belastingplichtige dan bezwaar maken. Vervolgens wordt dat ook afgewezen. De belastingplichtigen kunnen dan elk afzonderlijk in beroep gaan. Pas in die fase kan de kwestie eventueel worden aangewezen als massaalbezwaarprocedure, zodat slechts een beperkt aantal rechtszaken hoeven te worden gevoerd. Bezien wordt nog hoe chaotische toestanden kunnen worden vermeden. Partijen zijn ook bezig een conceptrechtsvraag te formuleren.
De 2e nota van wijziging Overbruggingswet box 3 bevat een extra wijziging van de Wet IB 2001 die aan deze wet 'Artikel 9.7 Bijzondere regels voor massaal bezwaar' heeft toegevoegd, die het mogelijk maakt om een procedure ‘massaal bezwaar plus’ aan te wijzen. Het wordt daarmee mogelijk om een procedure massaal bezwaar aan te wijzen wanneer dezelfde rechtsvraag van belang is voor de beslissing op een groot aantal verzoeken tot ambtshalve vermindering. Ook wordt het mogelijk ook verzoeken om ambtshalve vermindering onder een reguliere procedure massaal bezwaar te brengen. Net zoals bij de huidige procedure massaal bezwaar wordt een zaak (of een aantal zaken) geselecteerd en aan de belastingrechter voorgelegd. De rest van de verzoeken wordt aangehouden en na afloop van de procedure met één collectieve beslissing afgedaan. Op basis van de eerste gedachtewisselingen met de belangenorganisaties over de rechtsvraag, komt deze neer op de vraag of niet-bezwaarmakers in aanmerking moeten komen voor rechtsherstel op gronden die niet (expliciet) aan de orde zijn geweest in het arrest van 20 mei 2022. Om te voorkomen dat alle niet-bezwaarmakers toch een verzoek moeten indienen heeft de staatssecretaris toegezegd dat alle niet-bezwaarmakers voor de jaren 2017 tot en met 2020 aanspraak kunnen maken op een uitspraak van de Hoge Raad naar aanleiding van de procedure 'massaal bezwaar plus', over de vraag of niet-bezwaarmakers net zoals de bezwaarmakers in aanmerking komen voor rechtsherstel. Belastingplichtigen hoeven volgens hem daarom nu geen verzoek in te dienen. Met de inwerkingtreding van de Overbruggingswet box 3 is door de wijziging per 1 januari 2023 een wettelijke basis gecreëerd voor de procedure 'massaal bezwaar plus'. De staatssecretaris heeft begin 2023 een aanwijzing voor de procedure 'massaal bezwaar plus' gedaan. De al ingediende verzoeken worden apart gehouden tot een uitspraak is gewezen.
De Consumentenbond spreekt van een eerste succes. De betrokken belangenorganisaties gaan samen met het ministerie vragen uitwerken waarover de rechter zich moet uitspreken. En ze selecteren een aantal geschikte voorbeeldzaken. Er zijn er vier geselecteerd over de vraag of belastingplichtigen die niet tijdig bezwaar hebben ingediend tegen hun aanslag box 3 over de jaren 2017 tot en met 2020 (de niet-bezwaarmakers), toch recht hebben op rechtsherstel conform de Wet rechtsherstel box 3.
De koepelorganisaties hebben opnieuw overleg gevoerd met het ministerie om te voorkomen dat de belastingplichtige mogelijk toch nog minder rechten heeft als hij niets doet. Het ministerie heeft hier op 25 november 2022 nog wat over geschreven. Voor als het nodig is, is er alvast een uitgebreide Modelbrief Verzoek ambtshalve vermindering box 3 voor niet-bezwaarmakers van het Register Belastingadviseurs.
Voor belastingplichtigen met belaste overige bezittingen zijn zoals gezegd definitieve aanslagen over 2022 opgeschort, en is bezwaar maken dus nog niet aan de orde. Uiteindelijk kan een belastingplichtige over 2022 gewoon op tijd bezwaar maken tegen de individuele uitkomst van toepassing van de Wet rechtsherstel box 3, wegens strijd met het EVRM, en te zijner tijd over latere jaren tegen de individuele uitkomst van toepassing van de Overbruggingswet box 3, bijvoorbeeld als gevolg van het op één hoop gooien van overige bezittingen, het negeren van kosten en het toepassen van een forfaitair rendement op overige bezittingen dat veel hoger is dan het rendement in het betreffende belastingjaar, door te middelen over een lange periode (zie ook hieronder Plan B, een verfijning van de overbruggingsregeling waarbij deze zwakke punten, juridische kwetsbaarheden, worden aangepakt, als de geplande box 3-heffing op basis van vermogensaanwas te complex blijkt). Daar kunnen de gewone massaalbezwaarprocedure en plusvariant ook van pas komen.
In het kader van de kabinetsformatie 2023-'24 is er een overzicht van financiële risico's die de overheid loopt, waaronder die betreffende box 3.

## Fiscale partners
Bij fiscale partners wordt het rendementspercentage berekend op basis van de gezamenlijke bezittingen en schulden. Voor de gezamenlijke grondslag sparen en beleggen wordt het dubbele heffingvrije vermogen in acht genomen. De partners mogen per belastingjaar kiezen hoe de gezamenlijke grondslag sparen en beleggen over beide verdeeld wordt, los van wie wat werkelijk bezit. Het gaat alleen om het verdelen van het bedrag; in termen van verdeling van vermogensbestanddelen komt het er op neer dat de verhouding banktegoeden : overige bezittingen : schulden voor beide partners gelijk gehouden wordt en dat het gezamenlijke heffingvrije vermogen in dezelfde verhouding wordt verdeeld als het vermogen. Bij een gezamenlijke aangifte wordt het bepalen wat het voordeligst is gefaciliteerd.
In de Overbruggingswet is dit per abuis niet zo expliciet terechtgekomen als in de Wet rechtsherstel. Uit de MvT en andere toelichtingen is volgens de staatssecretaris afdoende af te leiden wat bedoeld is. De formulering in de wet wordt met ingang van 2024 verduidelijkt.
Voor jaren waarin de voor de belastingplichtige gunstigste van de twee methoden (methode A en B) wordt toegepast, wordt dit voor de partners afzonderlijk bepaald, op basis van de gekozen verdeling. Dit kan bij die keuze dus meespelen. Als een van beide partners geen inkomen heeft kan het aan deze partner toerekenen van vermogen helpen diens algemene heffingskorting zoveel mogelijk te benutten.
In het geval van een vordering van een echtgenoot op de andere echtgenoot kan het, net als in andere gevallen dat iemand op een ander een vordering heeft, per saldo fiscaal onvoordelig zijn dat het fictieve rendement van de vordering groter is dan het negatieve fictieve rendement van de schuld.

## Peildatumarbitrage
Een onderdeel van de Overbruggingswet heeft per 1 januari 2023 aan de wet IB artikel 5.24 toegevoegd, met een regeling tegen peildatumarbitrage. Deze is bedoeld om tegen te gaan dat overige bezittingen voor de peildatum worden omgezet in banktegoeden en na de peildatum weer worden omgezet in dezelfde of andere overige bezittingen, met het doel om belasting te besparen. Dit zou vooral gemakkelijk kunnen bij effecten. In het eenvoudigste geval gaat het om één verkoop voor de peildatum en één aankoop erna. Als er minder dan drie maanden tussen de verkoop en de aankoop zit wordt de verkoop niet in aanmerking genomen voor zover de waarde van de overige bezittingen door de aankoop weer hoger wordt: als de waarde van de aankoop groter is dan die van de verkoop dus helemaal niet, en anders alleen voor hoeveel de waarde van de overige bezittingen per saldo vermindert. Anders gezegd: de waarde van de overige bezittingen wordt gesteld op het kleinste van twee bedragen: de waarde voor de verkoop en de waarde na de aankoop.
Een voorbeeld met meer verkopen en aankopen is als volgt. Als op 16 november voor €20.000 en 1 december voor €10.000 aan beleggingen worden verkocht en op 17 februari voor €3.000 en op 2 maart voor €13.000 aan aandelen gekocht dan geldt alleen voor 1 december en 17 februari dat er minder dan 3 maanden maar wel de jaarwisseling tussen zit, en wordt een deel van de verkoop, ter waarde van €3.000, en de hele aankoop van €3.000 geacht niet te hebben plaatsgevonden. Als de verkoop van 1 december verschillende aandelen betreft is niet duidelijk of de belastingplichtige mag kiezen welke daarvan, met een waarde €3.000 op 1 december, in aanmerking worden genomen voor het vermogen op 1 januari (die welke het minste rendement in die maand zouden hebben opgeleverd is voor hem het voordeligst).
Met betrekking tot schulden is er een soortgelijke bepaling.
Een en ander geldt niet voor zover de belastingplichtige aannemelijk maakt dat aan zijn handelingen niet-fiscale zakelijke overwegingen ten grondslag lagen.
De wetstekst is ingewikkelder doordat deze zich niet kan beperken tot eenvoudige gevallen. De banktegoeden, overige bezittingen en schulden van elke dag in de maanden oktober tot en met maart kunnen van belang zijn. Ook moet bepaald worden welke mutaties het gevolg zijn van een handeling. Koersschommelingen zijn niet het gevolg van handelingen, maar ook bij de schommelingen in het saldo van de betaalrekening moet worden onderscheiden welke het gevolg zijn van een handeling, en of die eraan bijdraagt dat op de peildatum de waarde van de banktegoeden hoger is dan de laagste waarde, enzovoorts. De MvT geeft weinig toelichting, namelijk ook alleen voor enkele eenvoudige gevallen.
De Afdeling advisering van de Raad van State merkt op dat uit de wettekst niet duidelijk blijkt wanneer de periode van drie maanden precies aanvangt, en dat dit betekent dat de belastingplichtige over een periode van zes maanden (drie voor, en drie na de peildatum) rekening moet houden met omkering van de bewijslast, en langdurig bewijs van niet-fiscale overwegingen moet bewaren.
In het nieuwe artikel 5.24, derde lid, Wet IB is geregeld dat bij ministeriële regeling nadere regels kunnen worden gesteld omtrent toepassing van de genoemde arbitragebepaling. Deze delegatiebepaling is uit voorzorg alvast opgenomen. Vooralsnog is er geen concrete invulling voor.
Bij de aangifte inkomstenbelasting zullen mogelijk de volgende drie aanvullende vragen worden gesteld:
1. Heeft u in een periode van drie maanden (waarin een peildatum is gelegen) box 3-vermogensbestanddelen met een hoog forfaitair rendement verkocht en vervolgens na afloop van de peildatum vermogensbestanddelen met een hoog forfaitair rendement weer aangekocht?
2. Zo ja, is dit gedaan om hoofdzakelijk fiscale redenen (arbitrage)?
3. Zo ja, voor welk bedrag?

Als de eerste twee vragen met ja worden beantwoord wordt het bedrag opgeteld bij de waarde van de overige bezittingen.
De beantwoording kan aanleiding geven tot het stellen van aanvullende vragen en het starten van nader onderzoek. Gelet op de bewijslastverdeling, de informatiepositie van de Belastingdienst en het subjectieve element in de arbitragebepaling (namelijk het motief van belastingplichtige) zal de Belastingdienst hierop risicogericht
handhaven.
Bij amendement is aan het inmiddels aangenomen wetsvoorstel toegevoegd dat de anti-peildatumarbitrage uiterlijk in 2024 wordt geëvalueerd. In de quickscan wordt erop geattendeerd dat na slechts een jaar geldingsduur van de wetgeving mogelijk gaat blijken dat de te evalueren gegevens ontoereikend zijn. Voorts is onzeker of en in hoeverre de uitkomst van de evaluatie ertoe kan leiden dat de wetgeving – met een beperkte gelding – ingrijpend wordt aangepast.

## Verzwegen vermogen
De staatssecretaris heeft gereageerd op berichten dat het verzwijgen van banktegoeden en contant geld vanaf 2017 sinds het Kerstarrest niet leidt tot een navordering omdat hier weinig of geen forfaitair rendement van toepassing is, en dat, aangezien de boete hieraan gerelateerd is, die ook niet wordt opgelegd.
De Wet rechtsherstel box 3 wordt toegepast voor een ieder wiens aanslag inkomstenbelasting over kalenderjaren vanaf 2017 op 24 december 2021 nog niet onherroepelijk vaststond of aan wie daarna over deze kalenderjaren een belastingaanslag inkomstenbelasting is of wordt opgelegd. Dit kunnen ook belastingplichtigen zijn aan wie na 24 december 2021 een belastingaanslag opgelegd wordt wegens niet eerder aangegeven box 3-vermogensbestanddelen, bijvoorbeeld vanwege in het buitenland aangehouden vermogen of contant gehouden vermogen. In het geval van banktegoeden zijn deze belastingplichtigen onbedoeld in het voordeel ten opzichte van niet-bezwaarmakers. Het is juridisch niet mogelijk dit te veranderen.
Er zijn echter nog steeds mogelijkheden om na te vorderen, te beboeten en strafrechtelijk te vervolgen. De navorderingstermijn bij in het buitenland gehouden of opgekomen inkomen of vermogen is twaalf in plaats van vijf jaar, gerekend vanaf het einde van het belastingjaar. Verder valt contant geld in de jaren 2017-2022 bij de nieuwe regeling in de categorie overige bezittingen (als bijvoorbeeld iemands vermogen geheel uit contant geld bestond dan is de nieuwe regeling ongunstiger dan de oude, dus dan geldt de oude regeling en is er, nog los van de boete die dan wel degelijk kan worden opgelegd, geen voordeel ten opzichte van niet-bezwaarmakers). Ook kunnen zwartspaarders nog steeds te maken krijgen met belastingheffing ter zake van de oorsprong van het niet eerder aangegeven inkomen of vermogen. Hier kan bijvoorbeeld sprake zijn van na te vorderen inkomstenbelasting ter zake van inkomen in box 1 of box 2 of na te vorderen erf- of schenkbelasting en – indien de omstandigheden daartoe aanleiding geven – een vergrijpboete.
De staatssecretaris wil bezien welke mogelijkheden er voor de toekomst zijn om de koppeling tussen de hoogte van een vergrijpboete en het te betalen bedrag van een belastingaanslag, los te laten.

## Wet werkelijk rendement box 3
Ondanks kritiek van de Raad van State heeft de staatssecretaris in mei 2025 het wetsvoorstel Werkelijk rendement box 3 ingediend, omdat hij het het minst slechte acht. Hij heeft veel meer toelichting toegevoegd. De beoogde ingangsdatum is 1 januari 2028.
Het tarief is gesteld op het huidige (2025: 36%, maar binnen het verzamelinkomenstraject van afbouw van de algemene heffingskorting effectief ongeveer 42% of voor AOW'ers 39%, en voor AOW'ers binnen het verzamelinkomenstraject van afbouw van de ouderenkorting nog 15 procentpunt meer). De grondslag is het nader gedefinieerde werkelijke rendement verminderd met een heffingsvrij resultaat van € 1.800.
Bij de vormgeving van het nieuwe stelsel voor box 3 gaat de wet uit van een vermogensaanwasbelasting, niet te verwarren met een belasting op de toename van het vermogen: de grondslag (het rendement op basis van dit systeem) bestaat uit de vruchten (zoals rente-inkomsten, dividenden en huuropbrengsten) en de toename van de waarde van de vermogensbestanddelen, en bevat niet de vermogenstoename doordat inkomen uit box 1 of box 2 niet geheel besteed wordt of bijvoorbeeld door een erfenis of een loterijprijs die niet gelijk besteed wordt (stortingen van vermogen, toetreding van vermogen tot het vermogensaanwasregime). Omgekeerd is de vermogenstoename kleiner dan het rendement als naast het netto inkomen uit box 1 en box 2 ook een deel van het vermogen wordt besteed (onttrekkingen van vermogen, uittreding van vermogen uit het vermogensaanwasregime).
Als het vermogen uitsluitend bestaat uit banktegoeden in euro's is het werkelijke rendement eenvoudig de rente min de bankkosten. Voor de rente wordt het kasstelsel gehanteerd: het gaat om de rente die in het belastingjaar wordt ontvangen, verrekend of ter beschikking gesteld, of rentedragend of vorderbaar en inbaar wordt. Voor de kosten ook: het gaat om de kosten die in het belastingjaar worden betaald, verrekend of ter beschikking gesteld, of rentedragend worden.
Als het vermogen bestaat uit een beleggingsrekening met aandelen (waaronder aandelen in beleggingsfondsen), obligaties en een gelddeel, en verder alleen een renteloze betaalrekening en spaarrekeningen, met alle geldtegoeden uitgedrukt in euro's, dan is het rendement gelijk aan de rente (op de obligaties, het gelddeel en de spaarrekeningen) en het dividend, en de waardestijging van de aandelen en obligaties in het deel van het jaar dat de belastingplichtige ze bezit, verminderd met de kosten van de beleggingsrekening en de bijkomende kosten van de transacties. Het rendement is tevens gelijk aan de toename van de totale waarde van de beleggingsrekening, plus de rente op de spaarrekeningen, verminderd met het bedrag dat per saldo van de betaalrekening naar de beleggingsrekening wordt ingebracht, inclusief de eventueel vanuit de betaalrekening betaalde kosten van de beleggingsrekening en bijkomende kosten van de transacties. Saldo's van de betaalrekening en de spaarrekeningen komen in deze berekeningswijzen niet voor, maar aangifte van vermogen boven ongeveer € 30.000 blijft verplicht, ook als in box 3 geen belasting is verschuldigd, omdat zo inzicht wordt verkregen in dit vermogen voor het geval de betrokkene nu of in de toekomst een beroep doet op een inkomensafhankelijke regeling.
Bij het lenen of uitlenen van geld wordt met een zakelijke rente gerekend.
Er zijn geen forfaitaire rentepercentages meer, en daarmee is de belasting niet meer het laagste van twee bedragen (op basis van forfaitair en werkelijk rendement). Er moet aangifte worden gedaan van het werkelijke rendement, er kan niet meer gekozen worden voor het alleen opgeven van het vermogen. Er wordt geen onderscheid meer gemaakt tussen banktegoeden en beleggingen. De bepalingen over peildatumarbitrage vervallen.
Veranderingen ten opzichte van de tegenbewijsregeling in 2026 zijn onder meer:
- Belastbaar inkomen uit sparen en beleggen is het resultaat uit bezittingen en schulden, verminderd met de te verrekenen verliezen uit bezittingen en schulden. Verliesverrekening is mogelijk met alle volgende kalenderjaren. Er is wel een verliesverrekeningsdrempel van €500, wat inhoudt dat van verlies over een belastingjaar € 500 niet verrekend kan worden met winsten in latere jaren.
- Voor onroerende zaken, familiebedrijven en startende innovatieve ondernemingen geldt een vermogenswinstbelasting. Bij verkoop van een vóór de ingangsdatum van de wet aangekocht vermogensbestanddeel wordt de winst ten opzichte van de waarde op de ingangsdatum van de wet gerekend.
- Voor overige bezittingen en schulden geldt een vermogensaanwasbelasting.
- De schuldendrempel (2025: € 3800) wordt afgeschaft. De rente op elke schuld is volledig aftrekbaar, ongeacht het doel van de lening.
- Aftrekbaar zijn kosten die verbandhouden met de inning, het behoud en de verwerving van de reguliere voordelen. Met een gemengd karakter wordt hierbij bedoeld: kosten die niet uitsluitend betrekking hebben op de reguliere voordelen, maar waarin ook een persoonlijke component zit besloten. Hierbij kan gedacht worden aan een krantenabonnement waarmee men ook op de hoogte kan blijvenvan koersontwikkelingen of kosten voor een bestelbusje dat voor eenbeleggingspand maar ook voor persoonlijke doeleinden kan worden gebruikt. Kosten worden dus niet gesplitst in een aftrekbaar deel dat betrekking heeft op box 3 en een niet-aftrekbaar deel dat ziet op persoonlijke doeleinden. Er worden wettelijk enkele soorten kosten aangewezen die in ieder geval niet aftrekbaar zijn.
- Er is een heffingvrij resultaat van € 1.800 (bij de tegenbewijsregeling niet).
- Geen regels voor groene beleggingen, de regeling wordt in 2027 afgeschaft.

Voor banktegoeden in euro’s zullen de ketenpartners de waarde op 1 januari, de ontvangen rente en de bankkosten renseigneren.
Er is een administratie- en bewaarplicht voor:
- onroerende zaken
- overige bezittingen die rechtstreeks, dus zonder tussenkomst van een financiële instelling, zijn verkregen door de belastingplichtige (zoals het uitlenen van geld of het rechtstreeks kopen van een 4% aandelenbelang in een vennootschap)
- schulden die zijn aangegaan bij particulieren en buitenlandse financiële instellingen.

Dit houdt in dat de belastingplichtige de relevante documenten over het inkomen uit vermogen moet bijhouden en bewaren. De belastingplichtige zal deze gegevens overigens ook nodig hebben voor het doen van een juiste aangifte. In de regel bedraagt de bewaartermijn drie jaar na het tijdstip waarop de belastingschuld is ontstaan.
Het Adviescollege toetsing regeldruk (ATR) heeft aanbevelingen gedaan om in bepaalde gevallen de regeldruk voor de burger te verlagen.

## Belasten van reëel inkomen uit vermogen
Er is vanuit het draagkrachtbeginsel geen goede reden om bij inkomen uit vermogen ook inflatie te belasten als inkomen. Voor het deel van het rendement op vermogen dat betrekking heeft op een inflatievergoeding is namelijk geen sprake van een stijging van de koopkracht. Voor zover de nominale waarde van een bezitting toeneemt door inflatie, is er geen toename van de economische waardering van de bezitting, maar van een afname van de waarde van geld.
De door de regering aangevoerde argumenten om dit te negeren, zelfs bij het ontwerp van de geplande box 3-heffing op basis van vermogensaanwas:
- De belastingopbrengst zou lager zijn.
- Het is ingewikkelder.
- Het wordt ook niet toegepast op werkkapitaal in box 1 en vermogen in box 2.
- Het is lastig uitlegbaar als spiegelbeeldig extra belasting wordt geheven in het geval van negatieve inflatie (deflatie).

Begin september 2023 stelde de staatssecretaris in een inventarisatie rondom het begrip inflatieneutrale belastingheffing:
"Concluderend ziet het kabinet op dit moment geen reden om verder onderzoek te doen naar inflatieneutrale belastingheffing. Een inflatieneutrale belastingheffing is als theoretisch concept weliswaar superieur ten opzichte van het nominalistische stelsel, maar uitvoeringstechnisch complex en beleidsmatig ingrijpend. Er is geen aanleiding om te veronderstellen dat nieuw onderzoek tot andere conclusies zou leiden."
De arresten van de Hoge Raad van 6 juni 2024 geven aan dat hij het belasten van het nominale rendement (dus zonder rekening te houden met inflatie) toelaatbaar acht.

## Geschiedenis
Box 3 vervangt de vroegere vermogensbelasting (2000: 0,7% met een vrijstelling van ƒ 200.000 (€ 90.756)) en de inkomstenbelasting over de werkelijke inkomsten uit vermogen in de vorm van onder andere rente, dividend en huur. Er was een rentevrijstelling (sinds 1978, toen ƒ 200) en een dividendvrijstelling (2000: elk ƒ 1000 (€ 454)). Er gold een schijventarief voor het totaal van alle inkomsten (dus bij bijvoorbeeld een hoog loon moest ook veel belasting over de rente betaald worden). Sinds 1987 was er een informatieplicht voor banken inzake aan klanten uitgekeerde rente (renterenseignering).
Waardeaangroei van aandelen was echter niet belast. Dit leidde tot beleggingsfondsen op basis van liquiditeiten en obligaties waarbij de rente niet als dividend werd uitgekeerd, maar de koers deed stijgen: groeifondsen. Deze moesten wel 35% vennootschapsbelasting over de winst betalen, maar dat was vaak minder dan het marginale inkomstenbelastingtarief van de aandeelhouders. Deze fondsen zijn sinds 2001 niet interessant meer (zelfs niet na omzetting in een variant die geen vennootschapsbelasting verschuldigd is) en daarom rond die tijd veelal omgezet in gewone obligatiefondsen, die dividend uitkeren, en ook geen vennootschapsbelasting verschuldigd zijn. Ook waren aandelen populair die onbelast stockdividend uitkeerden.
Aftrekbaarheid van betaalde rente is in de loop van de tijd steeds meer beperkt. Zoals blijkt uit het bovenstaande is deze er nu slechts in die zin dat schulden, op € 2800 na, van de bezittingen worden afgetrokken voor de bepaling van de vermogensrendementsheffing. Dit geeft alleen een belastingvoordeel voor zover de bezittingen groter zijn dan het heffingsvrije vermogen. De zaak ligt anders voor hypotheekrenteaftrek voor de eigen woning, deze valt in box 1, er hoeft dus geen vermogen tegenover te staan en de rente kan al worden afgetrokken als er überhaupt andere inkomstenbestanddelen zijn.
Het forfaitaire rendement bedroeg van 2001 tot en met 2016 4%. De vermogensrendementsheffing kwam hiermee uit op 1,2% van het belaste vermogen.
De vermogensbestanddelen werden van 2001 tot en met 2010 gewaardeerd per 1 januari en 31 december, van deze waarden werd het gemiddelde genomen.
Tot en met 2012 was er behalve voor groene beleggingen ook een vrijstelling voor sociaal-ethische beleggingen (fondsen die beleggen in microkredieten of ontwikkelingsprojecten), culturele beleggingen en beleggingen in durfkapitaal. Naar aanleiding van het in 2012 gesloten Begrotingsakkoord is de Wet uitwerking fiscale maatregelen Begrotingsakkoord 2013 (UFM) aangenomen waarbij de vrijstellingen voor deze drie soorten beleggingen (sociaal-ethische fondsen, culturele beleggingen en durfkapitaal) per 1 januari 2013 werden afgeschaft, evenals de heffingskortingen voor deze beleggingen. De vrijstelling voor groen beleggen is gehandhaafd; bovendien ging een eerder geplande afschaffing van de heffingskorting voor groen beleggen niet door: deze heffingskorting is gehandhaafd op het niveau van 2012 (0,7%).
Per 2016 is de ouderentoeslag afgeschaft.

## Proefprocessen over jaren vóór 2017
Tegen de vermogensrendementsheffing zijn diverse processen gevoerd. Op basis van de uitspraak van minister Gerrit Zalm,

Elke sukkel haalt meer dan 4% rendement. Wie dat niet lukt kan bij mij staatsobligaties krijgen, met een procent of 6 rendement.

startte accountants- en adviesorganisatie Grant Thornton in maart 2014 in samenwerking met de Bond voor Belastingbetalers een proefproces om de rechtmatigheid van de vermogensrendementsheffing te laten beoordelen aan de hand van de casus van een individuele belastingbetaler.
In februari 2016 concludeerde Advocaat-Generaal (AG) Niessen in een cassatieberoep bij de Hoge Raad dat deze belasting in strijd is met het recht van eigendom zoals vastgelegd in artikel 1 van het eerste protocol van het Europees Verdrag voor de Rechten van de Mens (EVRM).
De AG wijst erop dat de moderne belastingwetgeving is gebaseerd op individuele draagkracht en een heffing die uitgaat van een fictief gemiddelde is daarmee in tegenspraak. Belastingplichtigen zijn vrij om hun financiën zelf in te richten en zij zouden daarom niet moeten worden belast op basis van een opbrengst die zij volgens de wetgever hadden kunnen halen. Wanneer dit vaste percentage belasting niet kan worden betaald uit de opbrengst van het vermogen is er sprake van oneigenlijke ontneming. Tot slot is de zekerheid van een rendement van 4% na de aanslagen op 11 september 2001 en de kredietcrisis ondermijnd. De AG adviseert de wetgever een termijn te geven voor aanpassing of vervanging van de regeling. Zolang dat niet is gebeurd, kan de rechter beslissen dat de regeling buiten toepassing moet blijven in gevallen waarin een belastingplichtige verlies lijdt op zijn vermogen. Uitdrukkelijk verwijst hij naar de unaniem aangenomen motie van Arnold Merkies om het werkelijk behaalde rendement op vermogen te belasten.
De AG concludeerde tot verwijzing van de zaak. De Hoge Raad verklaarde het cassatieberoep echter ongegrond.
Anno 2017 lopen nog steeds diverse processen, waarin de aanspanners het forfaitair rendement over individuele jaren als onrechtmatig aanmerken. De rechtbank te Breda oordeelde in januari van dat jaar dat de heffing over 2013 en 2014 niet ongegrond was, aangezien het forfaitair rendement niet als onhaalbaar moet worden beschouwd. De Hoge Raad acht het forfaitair rendement echter niet haalbaar voor de jaren 2013 en 2014. In december 2019 deed het gerechtshof in Den Haag uitspraak over de jaren 2015 en 2016. Het oordeel was mede gebaseerd op een eerdere uitspraak van de Hoge Raad. De spaarder die minder rendement maakte als spaarder dan de verschuldigde belasting (1,2%) werd in het gelijk gesteld. Het Hof gaf geen directe compensatie maar verwees de spaarder terug naar de overheid. Die trok de controversiële conclusie dat een rendement van 1,2% destijds haalbaar was.
In januari 2022 lopen er procedures bij het EHRM over de jaren 2013 tot en met 2016.

## Voorstellen voor een formele vermogensbelasting
De regering kiest voor de langere termijn niet voor een vermogensbelasting, maar voor de genoemde vermogensaanwasbelasting, en ook niet voor invoering van een tijdelijke formele vermogensbelasting ter overbrugging voor de jaren tot 2026, omdat dit praktisch en juridisch niet goed mogelijk zou zijn.
Aanhangig is sinds juli 2022 het Voorstel van wet van de leden Nijboer, Alkaya, Van Raan en Gündoğan houdende regels omtrent invoering van een vermogensbelasting (Wet vermogensbelasting 2024). Voorgesteld wordt dat de eerste € 100.000 wordt vrijgesteld, terwijl verder een schijventarief geldt met een belasting van 1% over de volgende € 400.000, 2% over de volgende €500.000, 3% over de volgende € 1.000.000, 4% over de volgende €3.000.000 en 5% over de rest (dus het vermogen boven € 5.000.000). De bedoeling van de initiatiefnemers is dat de wet in 2024 ingaat. Het wetsvoorstel wordt gepresenteerd als alternatief voor box 3. Het bevat echter geen bepaling dat box 3 wordt afgeschaft. Over de samenhang met de (destijds aangekondigde) Overbruggingswet box 3 wordt niets vermeld. De Raad van State heeft op 20 maart 2023 advies uitgebracht. Volgens de Raad dient het wetsvoorstel nader te worden overwogen, onder meer omdat alleen vermogen in box 3 wordt belast, en vermogenden zich gemakkelijk aan de voorgestelde vermogensbelasting zouden kunnen onttrekken door vermogen in box 2 onder te brengen (voor zover dat nog niet gedaan is). Zie echter box 2 voor een andere initiatiefwet, over die box.
Fiche 44 – Brede vermogensbelasting box 1, 2 en 3 van Bijlage 15 – Fichebundel van het rapport IBO [interdepartementaal beleidsonderzoek] Vermogensverdeling – Licht uit, spot aan: de vermogensverdeling behandelt de mogelijkheid van een box-overschrijdende vermogensbelasting voor miljonairs.

## Sparen in box 2 als alternatief of aanvulling
Een alternatief voor sparen in box 3 is het onderbrengen van het spaargeld in een bv, bijvoorbeeld een speciale eigen spaargeld-bv. De winst is dan het werkelijke rendement op het spaargeld, verminderd met de kosten van de bv. Box 2 kan van pas komen bij een groot bedrag aan beleggingen in box 3 met geleend geld. Het is dan fiscaal aantrekkelijk als (per saldo) het vermogen in box 3 niet groter is dan het heffingvrije vermogen (zie boven). Extra vermogen in box 2 kan dan de risico's opvangen.
De spaarder/dga kan belastingvrij het spaargeld geheel of gedeeltelijk opnemen uit de bv door middel van een teruggave van gestort aandelenkapitaal, zolang de teruggave niet hoger is dan de verkrijgingsprijs, de algemene vergadering (de spaarder/dga zelf) hiertoe besluit en de nominale waarde van de aandelen bij statutenwijziging met een gelijk bedrag is verminderd. Vergeleken met gewoon sparen is zo'n opname dus omslachtiger en brengt deze (net als de oprichting) notariskosten met zich mee. Liquidatie gaat op soortgelijke wijze. Alleen de eventuele winst die wordt uitgekeerd, tussendoor en/of bij liquidatie (bij sparen niet of nauwelijks van toepassing, mede gezien de aftrekbare kosten), is in box 2 belast. Een andere manier van 'geld opnemen' uit de bv is lenen. Dit moet dan wel tegen een zakelijk rentepercentage. Aangenomen is de Wet excessief lenen bij eigen vennootschap, waarbij sinds 2023 overschrijding van een schuld van € 700.000 eenmalig als inkomen in box 2 wordt belast.

## Cherry picking
Bij (potentiële) regels voor box 3 kan er sprake zijn van cherry picking.
'Cherry picking' door de overheid ten gunste van de belastingplichtige, voor rechtszekerheid gecombineerd met voldoen aan een arrest van de Hoge Raad:
- Bij rechtsherstel (tijdelijk, tot de wet is aangepast) de nieuwe regeling alleen toepassen als dit voordelig is voor de belastingplichtige, en dit voor elk belastingjaar afzonderlijk.

Cherry picking door de overheid, ten nadele van de belastingplichtige:
- In jaren met een positief (al of niet forfaitair) rendement dat belasten, maar als het rendement negatief is (door verliezen of een negatief vermogen), dat niet verrekenen (van toepassing over 2022, 2023 en 2024, soms ook eerdere jaren): de belasting in box 3 is nooit negatief, dus ook niet verrekenbaar met die in box 1 en 2 of met andere jaren). Voor de nieuwe regeling vanaf 2028 (mogelijk later) is een voorwaartse verliescompensatie gepland, wat min of meer betekent dat deze cherry picking wordt afgeschaft. Bij toepassing van forfaitaire rendementen was deze niet rechtstreeks aan de orde, het forfait werd geacht het gemiddelde te zijn van de winsten, waar negatieve winsten ook in verwerkt waren. Voorbeelden (het heffingvrije vermogen is hier buiten beschouwing gelaten; het forfaitaire rendementspercentage wordt constant verondersteld):
  - Voor het veel voorkomende geval van een aandeelhouder (stel zonder ander vermogen) met in 2021 meer rendement dan het forfaitaire en in 2022 een negatief rendement, wordt over 2021 het forfaitaire rendement belast, en over 2022 niets. Dit kan bij elkaar meer of minder zijn dan het rendement.
  - Als voor deze aandeelhouder in 2023 het rendement meer is dan het forfaitaire en in 2024 het rendement negatief is, wordt over 2023 het forfaitaire rendement belast, en over 2024 niets. Als in deze twee jaren bij elkaar het rendement nul is, wordt dus meer dan het rendement belast.

De bovenstaande twee vormen van cherry picking, respectievelijk in het voordeel en in het nadeel van de belastingplichtige, zijn enigszins in balans met elkaar. Als eventueel vanaf 2025 een nieuwe overbruggingswet ingaat, met alleen nog de cherry picking door de overheid, ten nadele van de belastingplichtige, wordt de balans verstoord voor beleggers, tot de nieuwe regeling vanaf 2027 (mogelijk later) met een voorwaartse verliescompensatie ingaat.
Cherry picking door de belastingplichtige (niet toegestaan):
- Bij rechtsherstel (tijdelijk, tot de wet is aangepast) de nieuwe regeling alleen toepassen op het deel van het vermogen waarbij dit voor hem voordelig is.[92]